# Supermarine Spitfire
|  | Per a altres significats, vegeu «Spitfire (desambiguació)». |

El Supermarine Spitfire (‘escopidor de foc’ en anglès) era un avió de caça anglès usat per la RAF i per moltes altres forces dels aliats durant la Segona Guerra Mundial. El Spitfire va continuar sent usat, tant en el front com en papers secundaris, fins als anys 50. Va ser produït en més quantitat que qualsevol altre avió britànic i va ser l'únic model d'avió que es va fabricar continuadament durant tota la guerra.

## Història
L'Spitfire va ser dissenyat com a interceptor de curt abast per Reginald Joseph Mitchell, dissenyador en cap a la fàbrica Supermarine Aviation Works (creada el 1928 i subsidiària de la Vickers-Armstrong). Mitchell va continuar el refinament del seu disseny fins a la seva mort per càncer el 1937, a partir de la qual el seu col·lega Joseph Smith es va convertir en cap de disseny. Com que la velocitat era essencial per defensar el territori dels atacs dels bombarders enemics, els Spitfire d'ales el·líptiques tenien una secció més adequada per a l'alta velocitat que d'altres avions contemporanis, inclòs el Hawker Hurricane.
Durant la batalla d'Anglaterra, l'Spitfire era percebut pel públic com l'avió de la RAF, mentre que -en realitat- el més nombrós Hurricane, era qui realment assumia una proporció més alta de la càrrega en contra de la Luftwaffe. Les unitats de Spitfire, però, tenien una taxa d'abandonament més baixa i una relació de victòries i pèrdues superior a la dels Hurricanes respecte als avions de caça enemics (Messerschmitt Bf 109 sobretot).
Després de la Batalla d'Anglaterra l'Spitfire va esdevenir la columna vertebral del comando combatent de la RAF, en l'acció del teatre d'operacions europees del Front Occidental de la Segona Guerra Mundial, Campanya del Mediterrani, Campanya del nord d'Àfrica, Campanya del Pacífic i de la Campanya del Sud-est Asiàtic. Molt estimat pels seus pilots, l'Spitfire va servir en papers difícils, incloent-hi el d'interceptor, fotografia de reconeixement, bombarder, avió de portaavions, i entrenador. Va ser fabricat en diverses variants, utilitzant diverses configuracions d'ala. Encara que l'estructura original de l'avió estava dissenyada per equipar el motor Rolls-Royce Merlin que produïa 1,030 CV, era prou adaptable per a l'ús dels cada vegada més potents Merlin i després del Rolls-Royce Griffon, que estava preparat per donar fins a 2.035 CV.

### Disseny i desenvolupament

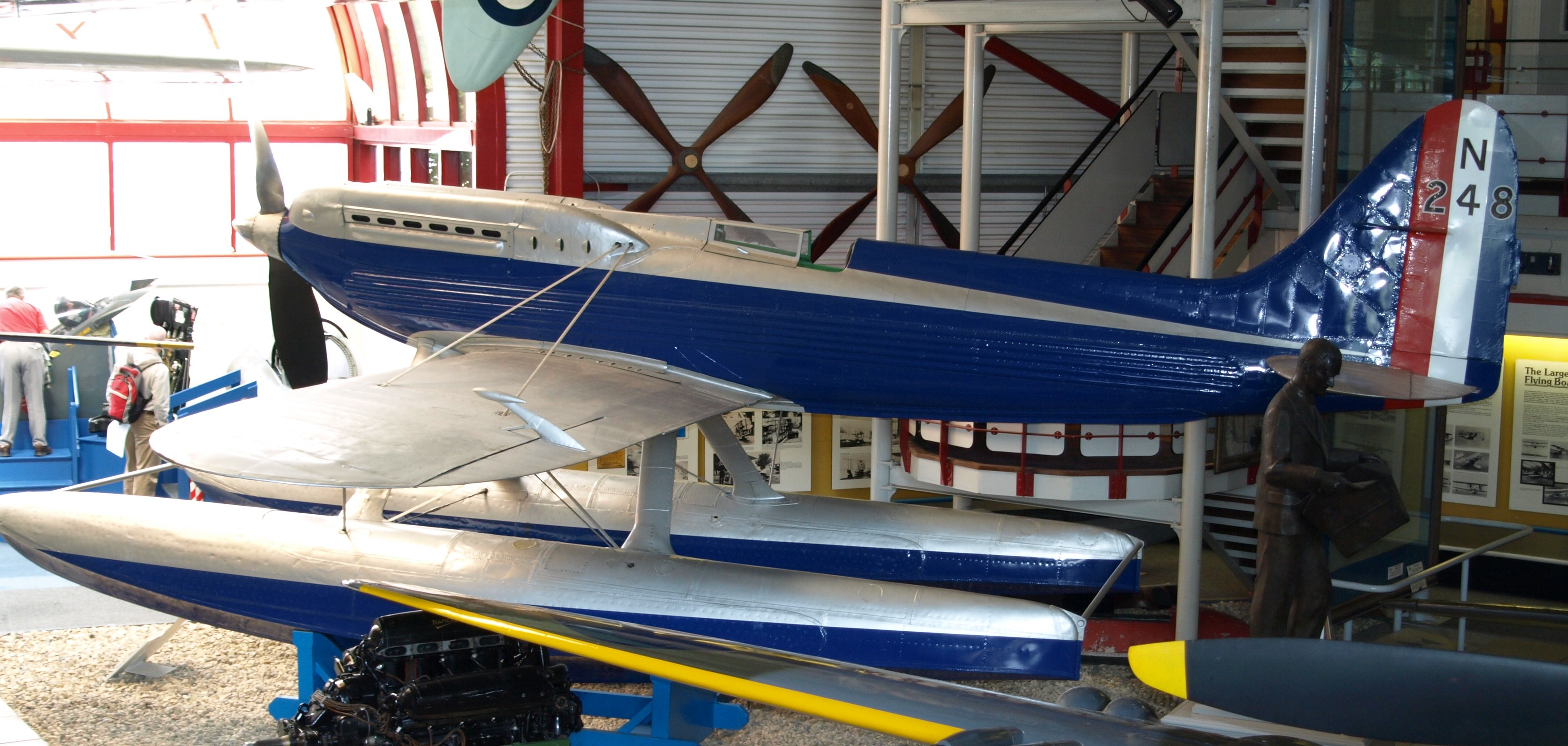
En el Supermarine S.6, campió de velocitat en el trofeu Schneider d'hidroavions del 1929, ja s'albiren les formes de l'“Spitfire”

R. J. Mitchell va dissenyar, l'any 1931 i seguint les recomanacions de l'especificació F7/30 de l'Air Ministrery (Ministeri de l'Aire) per a un nou i modern aeroplà capaç d'arribar als 404 km/h, el Supermarine Tipus 224, que va resultar un monoplà amb cabina oberta grans ales de gavina (ales que tenen doble diedre a l'estil del ”Stuka”) i tren d'aterratge fix, dotat d'un motor Rolls-Royce Goshawk, de refrigeració per evaporació, que donava 600 CV. Aquest avió va fer el seu primer vol el febrer de 1934. El tipus 224 va ser una gran decepció per a Mitchell i el seu equip de disseny, que immediatament es van embarcar en una sèrie de dissenys "nets", utilitzant la seva experiència amb el Trofeu Schneider d'hidroavions com a punt de partida. Dels set dissenys oferts a l'especificació F/30, només el biplà Gloster Gladiator va ser acceptat per al servei.
Mitchell, d'altra banda, ja estava treballant en un altre disseny, del qual va sorgir l'avió denominat com a Tipus 300 (basat en el Tipus 224), que ja disposava de tren d'aterratge retràctil i amb les ales escurçades 1,8 metres. El Tipus 300 va ser presentat al Ministeri de l'Aire al juliol de 1934, tot i que aleshores no va ser acceptat. El disseny es va desenvolupar a través d'una sèrie de canvis, inclosa la incorporació d'una cabina tancada, aparell d'oxigen per respirar, ales més petites i més primes, i un motor de nou desenvolupament i més poderós Rolls-Royce Merlin PV-XII de 12 cilindres en V, més tard anomenat com el "Merlin". El novembre de 1934, Mitchell, amb el suport del propietari de Supermarine Vickers-Armstrong, va engegar un detallat disseny de treball per aquesta versió refinada del Tipus 300 i l'1 de desembre de 1934, el Ministeri de l'Aire va firmar el contracte AM 361140/34, proveint-lo de 10,000 £ per la construcció del disseny de Mitchell F7/30. El 3 de gener de 1935, el Ministeri de l'Aire va formalitzar el contracte i la nova especificació F10/35 va ser escrita per l'avió.
Durant l'abril de 1935, l'armament va ser canviat de dues metralladores Vickers de 7,7 m/m, situades en cada ala, a quatre Browning M1919, també de 7,7 m/m, seguint les recomanacions del cap d'esquadrilla Ralph Sorley del Departament d'Operacions del Ministeri de l'Aire.
El 5 de març de 1936, el prototip (K5054) va enlairar-se pel seu primer vol de l'aeroport de Eastleigh Aerodrome (més tard, aeroport de Southampton). Als controls hi anava el capità Joseph "Mutt" Summers, cap dels pilots de prova de la Vickers (Aviació) Ltd., que va informar a la premsa dient: "No toqueu res" en el seu aterrament. Aquests 8 minuts de vol> van arribar quatre mesos després del vol inaugural del seu contemporani Hurricane.
El K5054 (matrícula del prototip) va ser equipat amb una nova hèlix, i Summers va tornar a volar l'avió el 10 de març de 1936 i, durant aquest vol, el tren d'aterratge va ser retret per primer cop. Després del quart vol, es va instal·lar un nou motor i Summers va deixar els vols de proves als seus ajudants, Jeffrey Quill i George Pickering. Va ser la descoberta de l'Spitfire era un molt bon avió, però no del tot perfecte. El Timó era molt sensible a altes velocitats (per sobre dels 528 km/h). Petit i ràpid com l'avió dissenyat per Sydney Camm, motoritzat amb el nou Merlin, el Hurricane. Una nova hèlix de fusta va ser la millor manera que el Spitfire arribés als 557 km/h, en vol a nivell, a mitjans de maig, quan Summers va volar el K5054 cap al RAF Martlesham Heath camp d'aviació prop de Woodbridge, comtat de Suffolk) i va lliurar l'avió al cap d'esquadró Anderson del Departament d'Avions i Armament experimental (A & AEE). Allí, el tinent d'aviació Humphrey Edwardes-Jones va assumir el prototip de la RAF. Li havien donat l'ordre de volar l'aeronau i després d'aterrar fer el seu informe al Ministeri de l'Aire. L'informe d'Edwardes-Jones va ser positiu. La seva única petició va ser que el Spitfire estigués equipat amb un indicador de posició del tren d'aterratge. Una setmana després, el 3 de juny de 1936, el Ministeri de l'Aire cursava una comanda per 310 Spitfires a un preu unitari de 4.500 lliures esterlines, després del formal report enviat per la A& AEE, informes provisionals van ser emesos després d'una manera fragmentada.
La primera vegada que el Spitfire va aparèixer en públic va ser a l'aeroport de la RAF de Hendon (Londres) en una mostra aèria (Air-Display) el dissabte 27 de juny de 1936. Encara que la producció a gran escala havia de començar immediatament, hi va haver nombrosos problemes que no van poder ser superats per algun temps i la primera producció de Spitfire (el K9787) no va sortir de la línia de muntatge de Woolston (Southampton), fins a mitjans de 1938. El primer problema i més immediat era que la fàbrica de Supermarine a Woolston estava treballant a ple rendiment per servir les comandes dels ”hidros” Supermarine Warlus i el Stranraer. D'altra manera, els contractistes exteriors no haurien pogut fabricar els components més importants del Spitfire, especialment les ales. Vickers-Armstrong (la companyia matriu) es va mostrar reticent a veure com el Spitfire era fabricat a fàbriques externes i eren lents en alliberar els plànols necessaris i subcomponents. Això va suposar retards en la fabricació del Spitfire a plena producció, el Ministeri de l'Aire va posar en marxa un pla en què la producció del Spitfire es va aturar després que la comanda inicial de 310 aparells, després de tot això, es basaria a passar la producció de Supermarine a la Bristol Beaufighter. Les gestions de Supermarine i Vickers van ser capaces de persuadir al Ministeri de l'Aire que els problemes podrien superar-se i es van fer noves comandes per a 200 Spitfires el 24 de març de 1938. Les dues comandes cobrien els prefixos del número de sèrie K, L i N.

#### Fuselatge

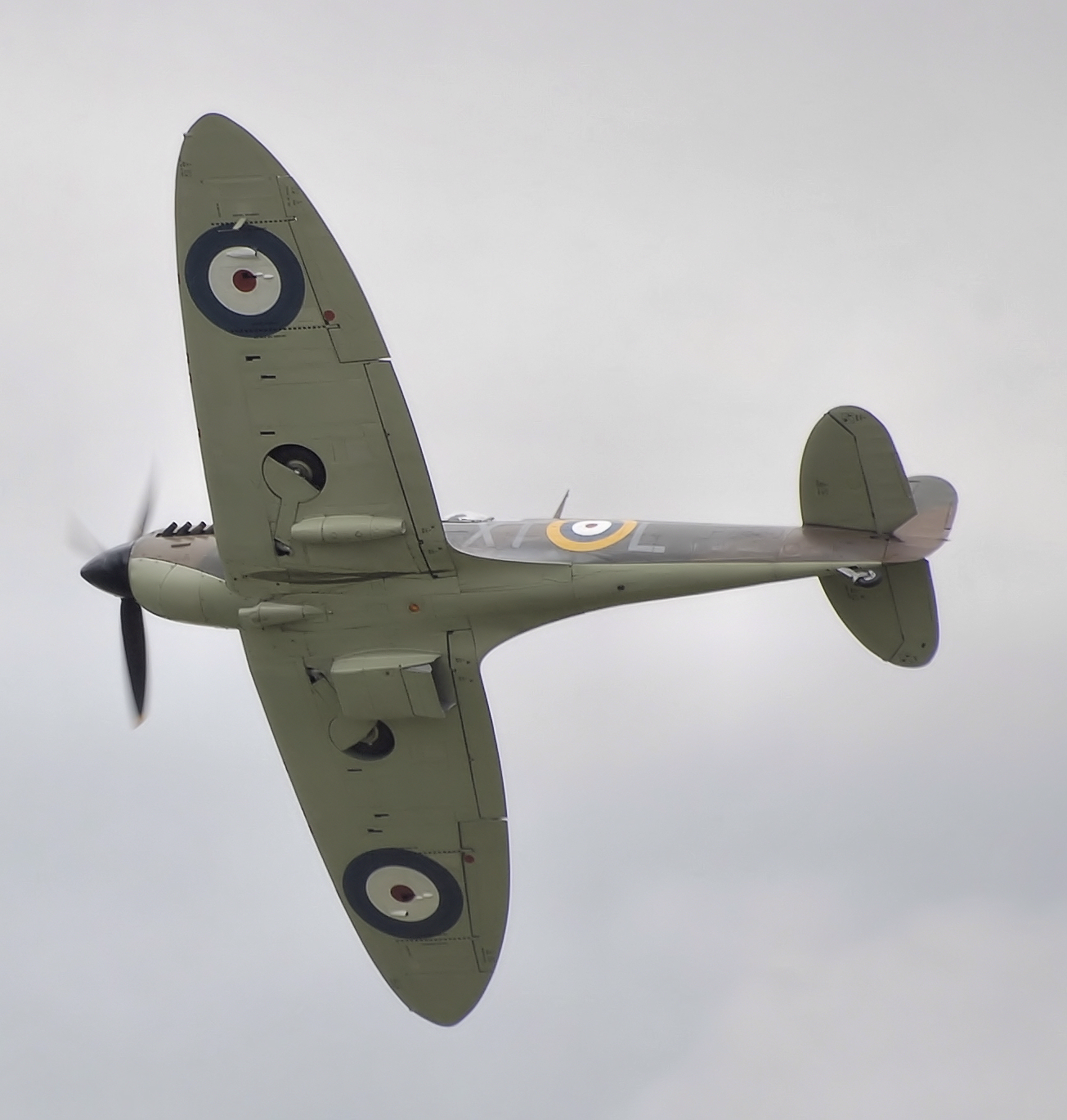
Spitfire Mk IIa en el memorial de la batalla d'Anglaterra. El P7350 és el Spitfire més antic en condicions de vol en el món i l'únic que ha lluitat a la Batalla d'Anglaterra.

A mitjans de l'any 1930 el disseny de l'aviació mundial va començar a desenvolupar una nova generació d'avions totalment metàl·lics i amb ala baixa. L'avió francès Dewoitine D.520 i l'alemany Messerschmitt Bf 109, per exemple, estaven dissenyats amb aquest avantatge i noves tècniques com la construcció ”monocasc” (tècnica emprada en la construcció de vehicles, consistent en el fet que la xapa de la carrosseria actua com a element resistent), i la disponibilitat de poderosos motors aeronàutics, refrigerats per líquid i de construcció en línia, van contribuir a aquest avenç. Aquestes maneres i altres refinaments com el tren d'aterratge retràctil, cabines completament tancades i baixa resistència aerodinàmica, ales completament metàl·liques (això es va introduir en les línies aèries civils, anys després que fos adoptat pels avions militars, perquè afavoreix la simplicitat i la maniobrabilitat respecte al biplà).
Els objectius de disseny de Mitchell van ser la creació d'un avió d'altes prestacions i ben balancejat que fos un interceptor de bombarders, capaç d'explotar l'alta potència del motor Merlin, i que fos relativament fàcil de volar. En aquell temps no s'esperava que altres tipus d'avions enemics sobrevolessin el sol anglès. Aleshores, el primordial era que el disseny va ser pensat per pujar ràpidament per complir amb els bombarders enemics.
El fuselatge de l'Spitfire era complex, ja que, per la seva racionalització, la construcció era en ”semi-monocasc” de duralumini, ja que el fuselatge presentava un gran nombre de corbes compostes. Era construït a partir d'un esquelet de 19 seccions que començava en la mampara del motor (primera secció) fins a acabar en la secció de cua. Al darrere de la mampara del motor hi havia cinc seccions per donar cabuda als tancs de combustible i la cabina. Des del marc de la sisena, a la qual estava fixat el seient del pilot, s'hi va fixar després una xapa de blindatge. Aquestes cinc primeres seccions també anaven blindades per un recobriment que en total pesava 33 kg. L'última estructura suportava els plans de control i la roda de cua. Les seccions, de forma oval, s'anaven reduint progressivament i cada una amb nombrosos forats perforats a través de les quadernes per alleugerir el pes tant com fos possible sense debilitar l'estructura.
Una combinació de 14 llarguers longitudinals i dos de més curts ajudaven a aconseguir una estructura lleugera i rígida. La secció central del fuselatge estava revestida en xapa d'un gruix d'aproximadament 1 mm. Durant la vida de servei del Spitfire, s'hi va instal·lar un ampli espai per a equip fotogràfic i tancs de combustible.
Tot el fuselatge, ales i cua de l'avió eren subjectats per mitjà de reblons i en àrees crítiques com ara el llarguer de l'ala, on cal un corrent d'aire ininterromput, s'utilitzaven els reblons de cap pla. El fuselatge utilitzava els reblons de cap rodó estàndard. A partir de febrer de 1943 els reblons de cap pla es van utilitzar també en el fuselatge en totes les variants de Spitfire. En algunes àrees, com la part posterior de l'ala, era fixada mitjançant caragols per a fusta. Més tard es va fer servir reblons ”Pop” (tipus de rebló), per a aquestes àrees.
Al principi, els alerons, elevadors i timó eren coberts amb tela. Quan l'experiència de combat va demostrar que el recobriment de tela en els alerons i timó era impossible d'utilitzar a altes velocitats la tela va ser substituïda per un aliatge lleuger, millorant el control en tot el rang de velocitat.

#### El disseny de les ales el·líptiques

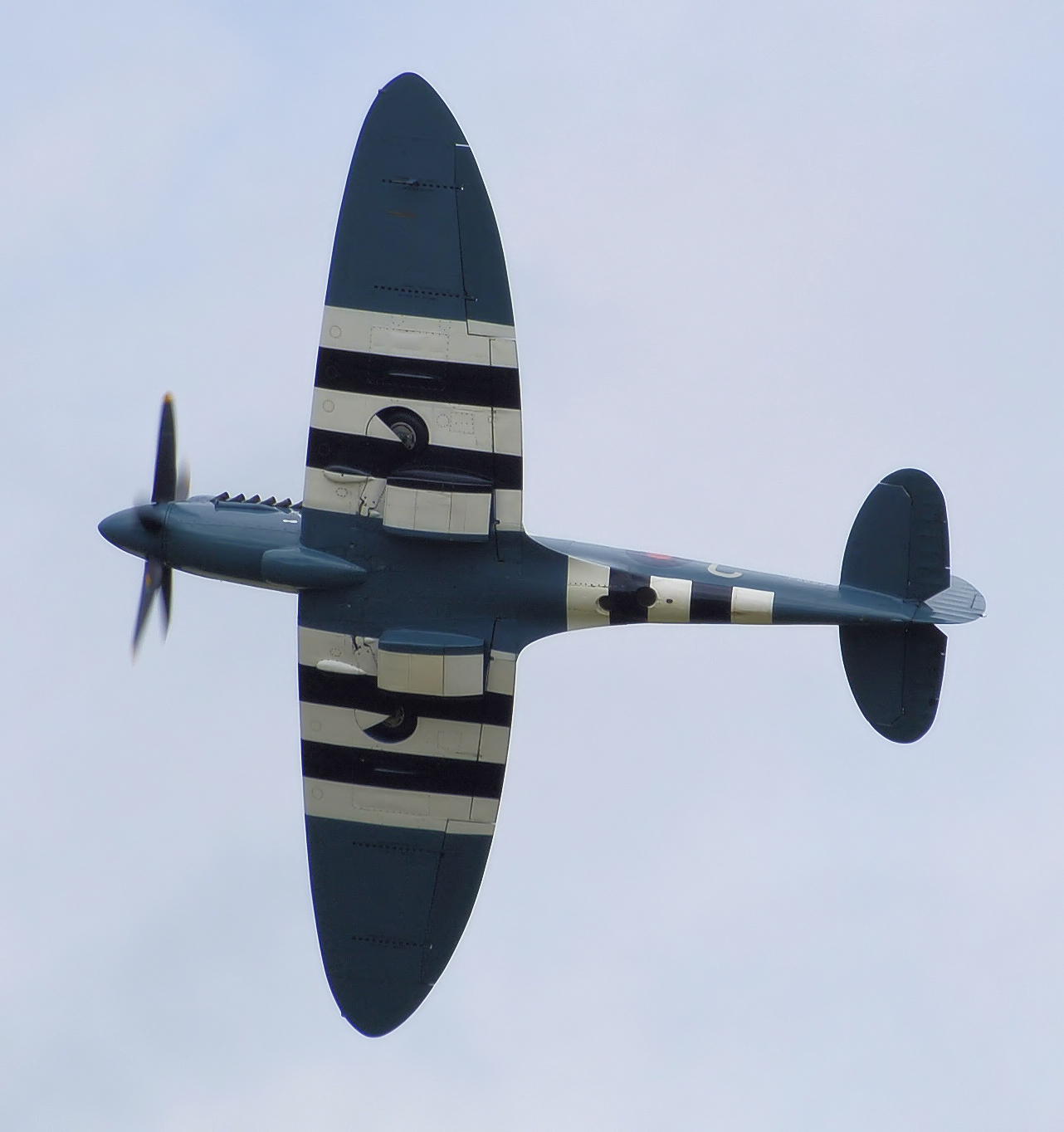
La forma el·líptica de les ales en un Spitfire Mk XIX, vist en el British air show del 2008.

L'any 1934, Mitchell i l'equip de disseny va decidir utilitzar una forma d'ala semi el·líptica per resoldre dues necessitats contradictòries, l'ala havia de ser prima per no crear massa resistència i alhora havia d'encabir un tren d'aterratge retràctil, l'armament i la seva munició. Beverley Shenstone, l'aerodinàmic de l'equip de Mitchell, va explicar perquè aquesta forma va ser l'elegida:
| «                    | L'ala el·líptica es va decidir molt aviat. L'aerodinàmica d'aquesta forma va ser la millor per al nostre propòsit perquè la resistència induïda, envers la producció d'ascensió, va ser menor quan es va utilitzar aquesta forma. L'el·lipse és, en teoria, la perfecció, per a reduir la fricció, ja que es volia que fos la més baixa possible, degut al gruix d'acord amb la força ascensional necessària. L'el·lipse és simplement la manera que ens va permetre l'ala més prima possible, amb espai interior per a dur l'estructura necessària i les coses que volíem ficar dins, i es veia bonic. | » |
| — Beverley Shenstone | |   |

Mitchell, en el seu temps, va ser acusat de copiar l'ala del Heinkel He 70, que va volar per primer cop en 1932. Però va ser Shenstone qui va explicar «La seva ala és menys espessa, i té diferent secció que la del Heinkel. En tot cas, es pot assegurar de manera senzilla que s'ha fet la mateixa troballa per a dos avions de plantejaments diferents.»
La secció de l'ala es va utilitzar a partir del perfil de la NACA sèrie 2200 (NACA és National Advisory Committee for Aeronautics, Comitè Nacional Consultiu per l'Aeronàutica), que havia estat adaptat per crear una relació de gruix a corda del 13% en l'arrel, que quedava reduïda al 9,4% en la punta. Un díedre de 6°, va ser adoptat per l'estabilitat lateral.
Una característica de l'ala que va contribuir en gran manera al seu èxit va ser un disseny innovador del llarguer de l'ala, compost per cinc tubs quadrats que s'ajustaven uns dins dels altres. Com que l'ala s'anava aprimant al llarg de la seva longitud, els tubs s'anaven reduint progressivament cap en fora d'una manera similar a les fulles d'una ballesta; dos d'aquests llarguers van units entre si per una xarxa de platines (perfils de secció rectangular, més ample que alt) d'aliatge, donant lloc a un llarguer principal lleuger i molt fort. Les potes del tren d'aterratge estaven articulades en uns punts de gir incorporats a la part interior, en la part posterior del llarguer principal, i es retreia cap en fora i lleugerament cap enrere, en els pous on no afectava l'estructura de càrrega de les ales. El resultat era un tren d'aterratge estret, que era considerat com un compromís acceptable, ja que redueix les càrregues de flexió al llarguer principal durant l'aterratge.
Per davant del llarguer de l'ala, la part de davant de l'ala (la que comprèn el “caire d'atac” revestida de xapa gruixuda, va formar una forta i rígida caixa en forma de “D”, que es va endur la major part de les càrregues d'ala. En el moment que l'ala va ser dissenyada, aquesta punta en forma de D estava destinada a contenir els condensadors de vapor per al sistema de refredament per evaporació destinats al motor Rolls-Royce Merlin PV-XII. Els constants problemes amb el sistema d'evaporació van fer adoptar el sistema de refrigeració líquida al 100% de glicol. Els radiadors estaven emplaçats en un nou conducte dissenyat per Fredrick Meredith de la RAE (Royal Aircraft Establishment, Reial Establiment d'Avions) a Farnborough (comtat de Hampshire); aquest utilitza l'efecte Meredith (que genera empenta amb l'aire de la refrigeració), el que redueix la fricció produïda per la xarxa de radiadors. Per la seva banda, en haver perdut la seva funció com a condensador, l'estructura davantera va ser adaptada posteriorment com a lloc de tancs de combustible de diverses grandàries.
Una altra característica de les ales era el seu ”washout” (terme anglès que es refereix al baix angle d'incidència de l'ala i a la dificultat per entrar en pèrdua (en anglès Stall). Això és degut al fet que la vora posterior de l'ala estava revirada lleugerament cap amunt en la seva llargada, l'angle d'incidència de l'ala variava dels dos graus a la seva arrel fins a menys mig grau en la punta. Això feia que les arrels de l'ala entressin en pèrdua (Stall) abans que les puntes, ja que d'una altra manera podria resultar l'entrada en barrina (quan un avió entra en barrina, comença a donar voltes sobre el seu eix longitudinal, caient de manera descontrolada). Quan les arrels de l'ala començaven a entrar en pèrdua, l'avió començava a vibrar, advertint el pilot, i per tant, permetia volar als pilots, fins i tot, amb relativament poca experiència de volar l'aeronau fins al límit del seu rendiment. Aquest washout va ser realitzat en l'ala del Tipus 224 i després, en conseqüència, es va convertir en una característica constant en els dissenys posteriors que condueixen al Spitfire. La complexitat del disseny de l'ala i l'especial i acurada precisió amb què s'havien de fabricar els llarguers i l'avantguarda de les estructures van ser la primera causa dels endarreriments de la producció del Spitfire. Els problemes s'incrementaven quan els obrers eren externs o de subcontractes, la majoria dels quals mai s'havia ocupat d'estructures de metall, necessàries per a l'alta velocitat de l'avió. Al juny de 1939 molts d'aquests problemes van ser resolts, i la producció del Spitfire ja no es va aturar per la manca d'ales.
Al principi les superfícies de control de vol eren estructures de metall recobertes de tela.Els dissenyadors i els pilots van sentir que els alerons eren massa pesants per anar a gran velocitat i que això provocaria la possible inversió de l'aleró, els pilots dels avions van triar aturar-ho tot i tirar de les ales. També es va considerar que el combat aeri es portaria a terme a una velocitat relativament baixa i que les maniobres d'alta velocitat serien físicament impossibles. Durant la batalla d'Anglaterra, els pilots van trobar que els alerons del Spitfire eren massa pesants a altes velocitats, restringint severament les maniobres laterals com ara rissos (maniobra que consisteix a dibuixar un tirabuixó en l'aire) i girs d'alta velocitat, que seguien sent una característica del combat aire-aire.> Les proves de vol van demostrar que la tela que cobreix dels alerons "s'inflava" a gran velocitat, afectant negativament a l'aerodinàmica. La substitució de la coberta de tela per aliatge lleuger va millorar de manera dràstica els alerons a alta velocitat.
El Spitfire va tenir les puntes de les ales desmuntables, que eren assegurades per dos punts de fixació al final de l'ala principal. Quan el Spitfire va haver de fer vols d'alta alçària, (Models Mk VI i VII i alguns de Mk VIII) la punta estàndard de l'ala es reemplaçava per una punta estesa, augmentant l'amplada d'11,23 m fins a 12,3 m. Una altra variació de les puntes de l'ala, que va ser molt utilitzada per diverses variants, eren les ales retallades. El final de les ales estàndard era reemplaçat per uns carenats de fusta, el que reduïa l'amplada a només 9,9 m La majoria dels extrems de les ales eren una estructura de costelles de pi recoberta d'aliatge lleuger unit amb caragols de bronze.
El flux d'aire mitjançant el radiador principal era controlat per una aleta de sortida pneumàtica. A les variants de principis del Spitfire (Mk I a Mk VI) estava governada per una maneta situada a l'esquerra del pilot. Quan es va introduir el compressor de dues etapes al motor Merlin del Spitfire Mk IX (i versions posteriors amb la mateixa motorització) els radiadors es van dividir en dos per donar cabuda a un radiador intercooler (radiador que refreda l'aire després d'haver sigut comprimit en el compressor), Sota l'ala esquerra, es va situar un radiador de refrigeració de la meitat de grandària i al seu costat, el radiador intercooler. Sota l'ala de babord s'hi va ubicar, en un carenat nou i al costat de l'altra meitat del radiador de refrigeració, un radiador d'oli. Les dues aletes dels radiadors eren controlades automàticament per un termòstat.
Un pilot lluminós indicava la posició dels “flaps”, que eren accionats per un sistema d'accionament pneumàtic mitjançant una palanca en el tauler d'instruments. Només es disposava de dues posicions, tot amunt o tot avall (uns 85°). Els flaps només baixaven durant la fase final d'aproximació de l'aterratge i el pilot els pujava una vegada acabada la rodadora.
La forma d'el·lipsi també va servir de base per al disseny del timó de direcció i els timons de profunditat del Spitfire, explorant la favorable forma de les característiques aerodinàmiques. Ambdós els de profunditat com el de direcció es formen de manera que el seu centre de massa es desplaça cap endavant, reduint així el control de la superfície de l'aleró. L'increment de la longitud del ”morro” i les noves hèlices, degudes a l'increment de potència dels motors que s'anaven instal·lant en els últims models, van fer cada vegada més necessari el creixement vertical i, més tard, les superfícies horitzontals de cua per compensar l'aerodinàmica alterada, culminant tot això, la sèrie dels Mk 22/24 les superfícies havien crescut un 25%, respecte a la superfície del Mk I.

#### Millores finals dels dissenys d'ales
A mesura que el Spitfire va adquirir més poder i va ser capaç de maniobrar a altes velocitats, la possibilitat que els pilots es trobessin amb el problema del ”aleró al revés” (control reversal, veu anglesa, que fa referència a un comportament anòmal a altes velocitats) s'incrementava, i l'equip de disseny de Supermarine es va dedicar a redissenyar les ales per fer front a aquest problema. El disseny original de l'ala, teòricament presentava aquest problema als 580 km/h, que era una mica menor que la d'alguns aparells contemporanis. El RAE (Royal Aircraft Establishment) va assenyalar que, a 400 km/h del IAS (Indicated airspeed, Velocitat de l'aire indicada), aproximadament el 65% de l'efectivitat dels alerons es perdia a causa de la curvatura de l'ala.
La nova ala del Spitfire F Mk 2 i dels seus successors va ser dissenyada per ajudar a lixiviar aquests problemes. La rigidesa de les ales es va incrementar en un 47%, i l'ús d'un nou disseny d'aleró amb frontisses de piano i orientat per un compensador (petita superfície, de l'aleró, que manté l'avió neutre (manté el nivell de vol i la direcció, sense actuar en els controls)), significava que la velocitat teòrica en què apareixia l'”aleró al revés” s'incrementava fins als 825 km/h. Això va comportar alguns canvis respecte a l'ala original, com per exemple l'augment del caire d'atac en una polzada (2,54 cm), amb l'esperança de millorar el pilotatge i la reducció de la resistència. Aquesta ala va ser provada en un F Mk 21, també anomenat el F Mk 23, (de vegades s'anomena "Valiant" en lloc de "Spitfire"). L'augment en el rendiment era mínim i l'experiment va ser abandonat.
El Supermarine va desenvolupar unes noves ales de flux laminar sobre la base de nous perfils de secció aerodinàmica desenvolupats per la NACA als Estats Units, amb l'objectiu de reduir la resistència i millorar les prestacions. Aquestes superfícies de sustentació de flux laminar van ser els Supermarine 371-Jo a l'arrel i el 371-II utilitzats a la punta de l'ala. Supermarine estimava que la nova ala podria donar un augment de la velocitat de 89 km/h, sobre el Spitfire Mk 21. La nova ala va ser muntada al començament amb un Spitfire Mk XIV; després es va dissenyar un nou fuselatge, amb el nou caça convertir-se en el Supermarine Spiteful.

#### Carburadorenfront de lainjecció de combustible
A principis del seu desenvolupament, el motor Merlin no tenia d'injecció directa. Això vol dir que tant el Spitfire com els Hurricane, a diferència dels Bf 109E, eren incapaços de posar el morro cap avall, simplement fer una picada. Això va significar que un caça de la Luftwaffe podia, simplement, escapar d'un atac fent un "toc" en una immersió d'alta potència (picar a tota potència, maniobra usada pels pilots de la Luftwaffe molt sovint), deixant enrere el Spitfire, perquè el carburant forçat per la força de la inèrcia sortia del carburador. Els pilots de la RAF aviat van aprendre a fer un mig ris amb els seus avions abans de llançar-se a perseguir els seus opositors. Els carburadors van ser adoptats perquè, segons Sir Stanley Hooker explicava, es creia que el carburador "augmentava el rendiment del compressor, augmentant així la potència del motor". El març de 1941, un diafragma metàl·lic va ser inserit en la línia del combustible per restringir el flux de combustible al màxim que el motor podia consumir. Si bé no va solucionar el problema de la manca inicial de combustible en un picat, es va reduir el problema més greu que carburador s'inundi amb el combustible de les bombes de combustible quan s'està en forces negatives "g". El que es coneix com a "Miss Shilling's orifice" (el forat de la senyoreta Stirlling) va ser inventat per Beatrice “Tilly” Shilling. Altres millores s'han introduït al llarg de la sèrie Merlin, per la Bendix Corporation fabricaven els carburadors a pressió, que van ser dissenyats per permetre que el combustible flueixi en totes les actituds de vol, introduïts en el 1942.

#### Armament
Degut a l'escassetat de les Browning, que havien estat seleccionades com a nova arma estàndard del calibre 7,7 m/m de la Royal Air Force el 1934, alguns Spitfire van ser equipats amb solament 4 metralladores i les altres 4 van ser muntades posteriorment. Les primeres proves van mostrar que mentre les armes de foc van funcionar a la perfecció a terra i a baixes altituds, tenien tendència a la congelació a grans altures, especialment les armes situades en l'exterior de les ales. Això es devia al fet que les Browning de la RAF havien estat modificades per disparar amb un mecanisme de tanca obert, per prevenir el fenomen de l'autoencès (en anglès Cooking off) de la cordita usada en la munició anglesa, i permetre que l'aire fred circulés a través del barril (peça de tanca en les metralladores) sense obstacles. A Supermarine no es va solucionar el problema fins a l'octubre de 1938, quan van agregar conductes d'aire calent de la part del darrere dels radiadors muntats en les ales, a les armes i mampares de tota la badia d'armes per atrapar l'aire calent a l'ala. Trossos de tela vermella van ser entatxats pels canons per protegir les armes contra el fred, també acumulaven la brutícia i la humitat fins que es treien. D'aquesta manera les vuit Browning van funcionar a la perfecció, però els pilots aviat van descobrir que no eren suficients per destruir un avió més gros. Els informes dels combats van demostrar que calia una mitjana de 4.500 impactes per abatre un avió enemic. El novembre de 1938 les proves contra objectius blindats i no blindats ja havien indicat que la introducció d'una arma d'almenys calibre 20 mm era necessària amb urgència. Una variant de disseny del Spitfire amb quatre canons de 20mm Oerlikon havia estat oferta a l'especificació F37/35 però la comanda dels prototips se n'havia anat a l'avió Westland Whirlwind el gener de 1939.
Al juny de 1939, un sol Spitfire va ser equipat amb un canó Hispano-Suiza HS.404, alimentat per tambor, a cada ala. La instal·lació va requerir grans ampolles a l'ala per cobrir el tambor rodó de 60 trets. Els canons van patir freqüents encasquetades, sobretot perquè els canons estaven muntats en els costats del tambor per ajustar-se tant com era possible al cantell de l'ala. El gener de 1940, el pilot oficial George Proudman va volar aquest prototip en combat però el canó d'estribord es va aturar després de disparar una sola ràfega, mentre que l'altre canó va disparar 30 bales abans de prendre el mateix camí. Amb un canó aturat, el retrocés de l'altra va desviar a l'aeronau de l'objectiu. No obstant això, es van encarregar 30 Spitfire més, armats amb canons, per a proves operacionals i aquests van ser coneguts com a Mk IB, per a distingir-los dels armats només amb Browning els Mk IA, i van ser lliurats a l'Esquadró núm. 19 a principis de juny de 1940. Els Hispano van resultar ser tan poc fiables que l'esquadra va demanar un canvi dels seus avions per uns altres avions, la major part armats amb Browning, d'una unitat d'entrenament operacional. Per l'agost, Supermarine havia perfeccionat una instal·lació més fiable amb un mecanisme d'alimentació millorat, i les quatre metralladores de 7,7 en altres panells de l'ala. Els avions modificats van ser lliurats a l'Esquadró 19.

## Producció
Al Febrer de 1936, el director de la  Vickers-Armstrong, Sir Robert MacLean, garantia la producció de cinc avions a la setmana, començant 15 mesos després de la comanda. El 3 de juny de 1936, el Ministeri de l'Aire va fer una comanda de 310 avions, per un preu d'1.395.000 £. La producció a gran escala dels Spitfire va començar a les instal·lacions de Supermarine a Woolston (Southampton, comtat de Hampshire), però ràpidament va quedar clar que l'ordre no es va poder completar en els 15 mesos promesos. Supermarine era una petita companyia, altrament estaven ocupats en la fabricació del Supermarine Walrus i el Supermarine Stranraer, i la seva companyia mare, la Vickers, estaven ocupats en la fabricació del Vickers Wellington. La solució inicial va ser la subcontractació del treball fora. EL primer fuselatge del Spitfire va sortir de la línia de muntatge a mitjans de 1938, i es va convertir en avió el 15 de maig de 1938, almenys 24 mesos després de la comanda inicial.
El cost final dels primers 310 avions, després dels retards que van incrementar el cost programat, va arribar a 1.870.242 £ o 1,533 £ més per avió del preu original estimat. El cost de la producció d'un avió era d'unes 9.500 £. Els components més cars eren els fabricats a mà i els acabats del fuselatge, de manera aproximada 2.500 £, així com el motor Rolls-Royce Merlin unes 2,000 £, seguit per les ales unes 1,800 £ la parella, armes i tren d'aterratge, altres 800 £, i l'hèlix unes 350 £.

### Fàbrica de Castle Bromwich

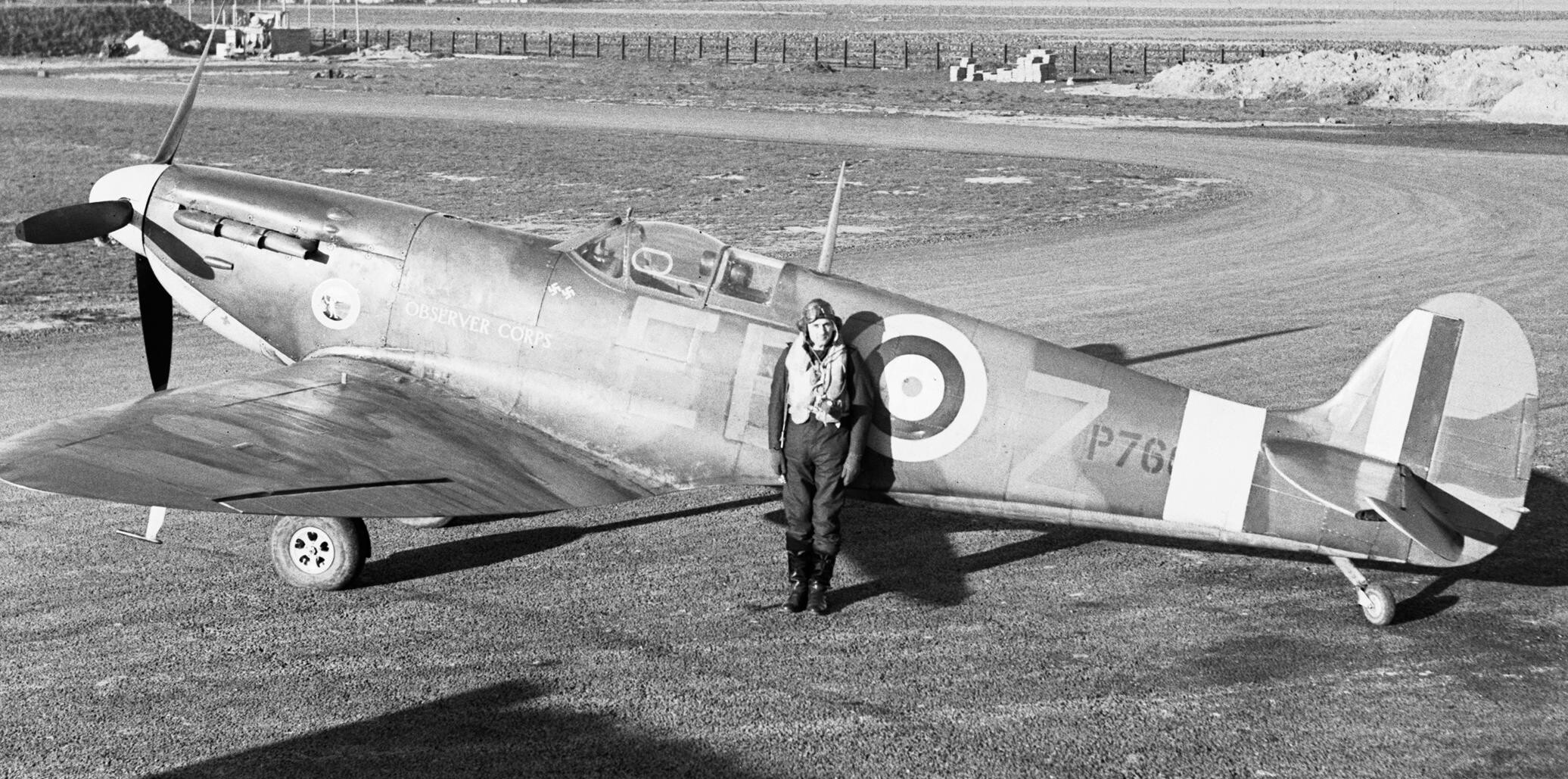
Spitfire Mk IIA, P7666, EB-Z, "Observer Corps" (Cos d'Observació), que va ser fabricat a Castle Bromwich, per passar després a servir en el esquadró No. 41 de la RAF el 23 de novembre de 1940.

L'any 1935, el Ministeri de L'Aire va preguntar a la Morris Motor Company (la posterior fabricant del Mini Morris) per la rapidesa amb què es podria transformar la seva planta de Cowley (Comtat d'Oxfordshire), que fabricava cotxes, per la fabricació d'avions. Aquesta pregunta informal, era per impulsar la capacitat de fabricar avions en grans quantitats durant l'any 1936, això formava part d'un pla conegut com a British Shadow Factories, sota el comandament de Herbert Austin. Austin es va informar de la construcció de nou noves fàbriques, a més de complementar l'actual situació de la fabricació d'automòbils en la indústria britànica, ja sigui per agregar a la seva capacitat total, la de fabricar per l'aviació, o la capacitat de reorganitzar-se per produir avions i els seus motors.
Sota les directrius del pla, el 12 de juliol de 1938, el Ministeri de l'Aire va comprar un lloc que constava de camps de cultiu i una depuradora al costat de l'aeròdrom de Castle Bromwich (Mancomunitat de Birmingham, actualment és l'Aeroport Internacional de Birmingham) en la regió de West Midlands. Aquesta fàbrica complementaria la fàbrica de Supermarine de Southampton en la fabricació del Spitfire. Per la fàbrica d'avions de Castle Bromwich, es van comprar les més modernes màquines que hi havien, i en dos mesos es van instal·lar i van començar a treballar en la fàbrica. Encara que Morris Motors sota Lord Nuffield (un expert en la construcció en massa de motors per vehicles) fos en un primer moment l'administrador i equipés la fàbrica, va ser finançada amb diners del govern. En el moment del projecte, el cost estava estimat en uns 2.000.000 de £ (uns 2.660.000 €), no obstant això, quan es va començar en 1939, el cost s'havia doblat per sobre dels 4.000.000 £. La construcció del Spitfire i el seu folrat requerien habilitats d'enginyeria de precisió i tècniques que no estaven a l'abast de l'experiència de la força laboral local, que van requerir una mica de temps en adquirir. No obstant això, els primers Spitfire s'estaven construint al Juny de 1940, tot i que la fàbrica seguia incompleta, a més hi havia molts problemes amb la direcció de la fàbrica, que menystenia les eines i els plànols proporcionats per Supermarine en favor de les eines i els dibuixos dels seus propis dissenys, i amb les forces de treball amenaçant amb el total cessament de la producció, amb la contínua amenaça de vaga o de "treball lent" fins que les seves demandes d'augment de les taxes de remuneració mitjana van arribar.
Fins al Maig de 1940, Castle Bromwich encara no havia construït el primer Spitfire, tot i les promeses que la fàbrica en produiria 60 per setmana a partir d'abril. El 17 Maig Max Aitken, 1r Baró de Beaverbrook, Ministre de la Producció d'Avions, va telefonar a Lord Nuffield perquè maniobrés per obtenir el control de la fàbrica de Castle Bromwich, i aquesta quedés sota el govern del seu Ministeri. Beaverbrook immediatament va enviar personal directiu experimentat i els treballadors experimentats de Supermarine i li va donar el control de la fàbrica a Vickers-Armstrong. Tot i que perdria algun temps per resoldre els problemes, en Juny de 1940, 10 Supermarine Spitfire Mk II van ser fabricats; 23 o van ser en Juliol, 37 en Agost, i 56 en el Setembre. La fabricació de Spitfire, en Castle Bromwich, va acabar en Juny de 1945, amb un total de 12.129 Spitfire fabricats (921 Tipus Mk II, 4.489 Mk V, 5.665 Mk IX i 1.054 del Mk XVI). Castle Bromwich Airplane Factory, va passar a ser la fàbrica més gran i de més èxit, del seu tipus, durant el conflicte de 1939-1945. Va ser la fàbrica que més Spitfire va fabricar en Anglaterra. I que va arribar a produir un màxim de 320 avions per mes, va arribar a produir quasi la meitat dels Spitfires produïts que van ser un total d'uns 20.000 avions. Actualment és una fàbrica d'automòbils que produeix per a Jaguar.

### Dispersió de la producció

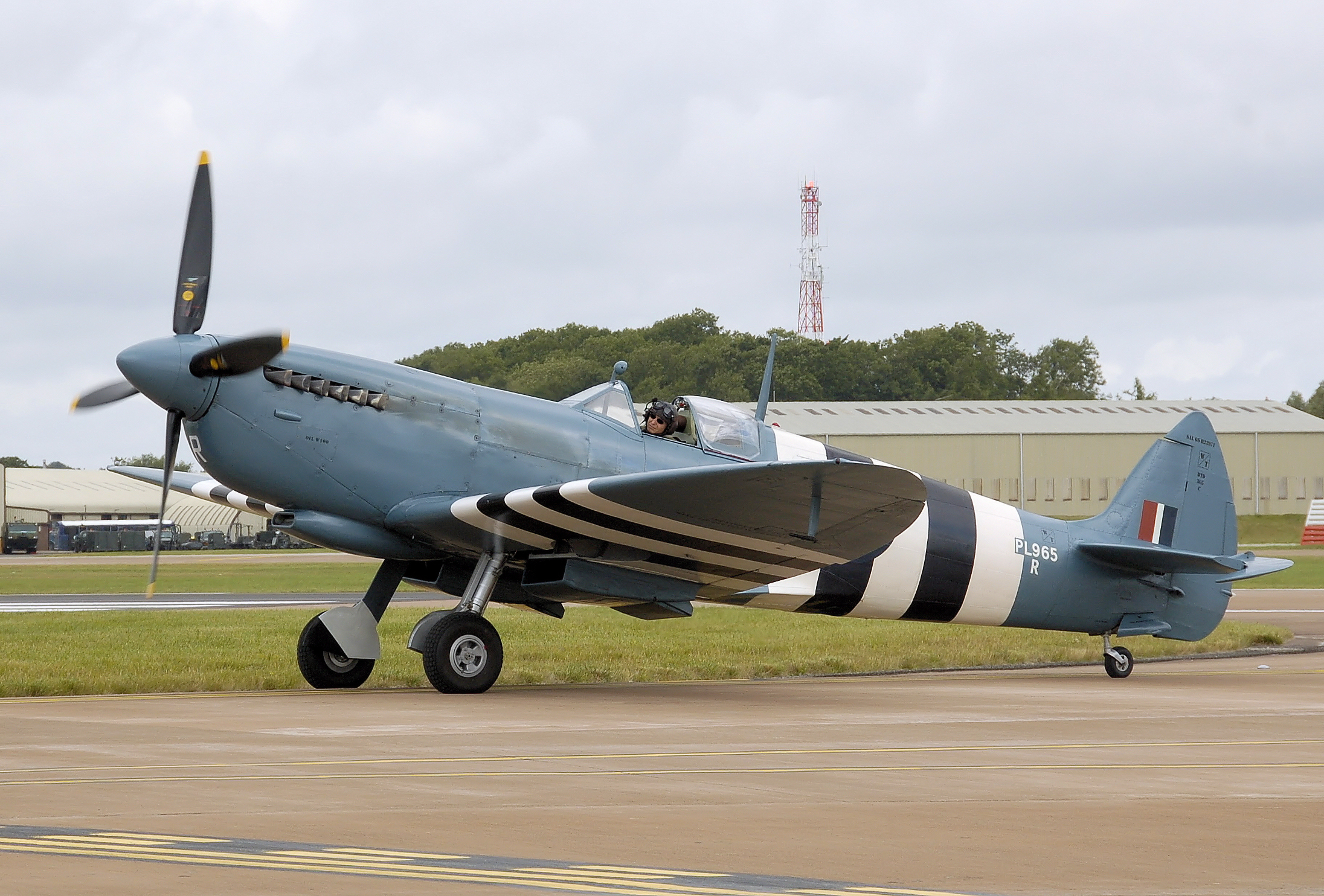
Aquest Spitfire matricula PL965 Tipus Mk XI va ser construït a l'aeroport de la RAF a Aldermaston del sud d'Anglaterra

Durant la batalla d'Anglaterra, es van concentrar els esforços de la Luftwaffe per destruir les fàbriques de producció de Woolston i de River Itchen, situades prop de Southampton (comtat de Hampshire). El primer raid, sobre aquestes factories, va tindre lloc el 23 d'agost de 1940. Durant el següent mes, van sofrir altres raids, el 26 de setembre de 1940, van ser completament destruïdes les dues fàbriques, amb 92 persones mortes i gran nombre de ferits (molts dels afectats, eren operaris experimentats).
Afortunadament pel futur del Spitfire, moltes de les plantilles de producció i màquines-ferramentes ja havien estat traslladades el 20 de Setembre, i s'estaven prenent mesures per dispersar la producció per a petites instal·lacions al voltant de l'àrea de Southampton. Per aquest fi, el govern britànic va requisar Vincent's Garage en Station Square de Reading (comtat de Berkshire), i altres especialistes en la fabricació dels fuselatges del Spitfire, i Anna Valley Motors de Salisbury, que es convertiria en l'únic productor dels tancs de combustible del cantell d'atac de l'ala per als Spitfire de reconeixement, així com la producció d'altres components. Una obra especialment dissenyada, especialitzada en la fabricació de fuselatges d'instal·lació de motors, va ser construït a Star Road de Reading (comtat de Berkshire). L'oficina de dibuix, en la qual tots els dissenys de Spitfire van ser dibuixats, va ser traslladada a un altre lloc especialment dissenyat a Hursley House, prop de Southampton. Aquest lloc tenia un hangar per muntar alguns prototips i models experimentals del Spitfires, ja que no tenia cap aeròdrom associat mai va volar cap Spitfire des de Hursley.
Quatre ciutats i els seus aeroports van ser elegits per satèl·lit a ser els punts focals d'aquests tallers:
- Southampton l'aeroport de Eastleigh.
- Salisbury amb els aeròdroms de High Post i Chattis Hill.[nb 9][100]
- Trowbridge (comtat de Witshire) amb l'aeròdrom de Keevil.
- Reading amb els aeròdroms de Henley i Aldermaston.

Els Spitfire completats van ser lliurats als aeròdroms en grans camions articulats amb semiremolcs anomenats "Queen Mary trailer" (un tipus especial de semiremolc), estaven completament muntats, provats, i passaven a la RAF.

### Prova de vol
Tota la producció dels Spitfire era provada en el vol abans de l'entrega. Durant la Segona Guerra Mundial, Jeffrey Quill era el cap dels pilots de la Vickers Supermarine, amb el càrrec de provar en vol, tots els tipus d'avions fabricats per Vickers Supermarine (estava a càrrec d'un grup de 10 a 12 pilots responsables de les proves de tots els desenvolupaments i la producció dels Spitfire fabricats per la companyia en l'àrea de Southampton). Quill havia ideat també els procediments de prova estàndard que, amb variacions per al disseny específic de cada avió, va operar des de 1938. Alex Henshaw, cap dels pilots de proves a Castle Bromwich des de 1940, es va encarregar de les proves de tots els Spitfires fabricats en aquesta factoria, coordinant un equip de 25 pilots (també va avaluar tots els Spitfire desenvolupats entre 1940 i 1946, Henshaw va volar un total de 2.360 Spitfire i Seafire, més del 10% del total de la producció).
Henshaw va escriure sobre les proves de vol del Spitfire:
| « | Després de realitzar una minuciosa revisió pre-vol s'enlairava i, una vegada a l'altura del circuit, en el seient de l'aeronau intentava arribar a volar recte i anivellat amb les mans fora de la palanca de comandament ... Una vegada que els reglatges eren satisfactoris picava amunt amb el Spitfire a tot gas a 2.850 RPM a l'altura nominal d'un o dos compressors de sobrealimentació. A continuació, m'agradava fer una revisió acurada de la potència del motor, calibrats per l'altura i la temperatura ... Si tot semblava satisfactori, després feia un picat en una immersió a màxima potència a 3.000 RPM, i l'ajusto per volar sense les mans a 740 km/h IAS (Indicador de la Velocitat de l'Aire). Personalment, mai vaig deixar un Spitfire sense que hi havia dut a terme algunes proves d'acrobàcia per determinar el bo o dolent que era. La prova de producció era generalment un assumpte bastant ràpid: el circuit inicial durava menys de deu minuts i el vol durava principalment entre 20 i 30 minuts. A continuació, l'aeronau rebia un repàs final pels mecànics a terra, els errors eren esmenats i el Spitfire estava llest per l'entrega. Estimo el Spitfire en totes les seves i moltes versions. Però he d'admetre que els últims Tipus (Mk) més, tot i que eren més ràpids que els anteriors, també eren molt més pesants per la qual cosa no els sabia gestionar tan bé. No tenia aquest control positiu sobre ells. Una de les proves de maniobrabilitat era induir un Ris (maniobra d'aeronàutica, semblant a un tirabuixó) i veure quantes vegades rodava. Amb el Mark II o el Mark V, uns bons dos tirabuixons pro amb el Mark IX més pesant un de sol. Amb les versions posteriors més pesants, encara menys. L'essència del disseny d'avions és el compromís, una millora en un extrem sobre el rendiment poques vegades s'aconsegueix sense un deteriorament en un altre lloc. | » |

Quan el darrer Spitfire va sortir en Febrer de 1948, un total de 20.351 exemplars en totes les seves variants havien sigut fabricades, inclosos els entrenadors de dos seients, alguns Spitfire van restar en servei fins als anys 1950. El Spitfire va ser l'únic avió anglès que va estar en producció continua, abans, durant i després de la Segona Guerra Mundial.

### Rècords de velocitat i d'alçada
Des de la darreria del 1943, es van dur a terme assajos d'alta velocitat en picats a Farnborough, per investigar el maneig dels avions viatjant a velocitats prop de la barrera del so (és a dir, l'aparició d'efectes de compressibilitat). Com que va tenir el major límit de nombre de Mach de qualsevol avió del temps, es va escollir un Spitfire Mk XI per aquestes proves. A causa de l'altura d'alta cota necessària per a aquests vols, un totalment nova hèlix (de la casa Dowty Rotol) va ser muntat per prevenir que el motor passés de voltes (cosa que pot succeir quan aquest és arrossegat). Va ser durant aquestes proves que el EN409, volat pel cap d'esquadró J. R. Tobin, va assolir els 975 km/h (Mach 0.891) en un picat descendent a 45°. A l'Abril de 1944, el mateix avió va sofrir una avaria de motor en un altre vol pilotat pel cap d'esquadró Anthony F. Martindale (voluntari en la reserva de la RAF), quan el reductor de l'hèlix es va trencar. Martindale va planejar amb el Spitfire 32 km cap a l'aeroport i aterra sa i estalvi. A Martindale se l'hi va concedir la Creu de la RAF per aquests fets.
Un Spitfire va ser modificat per la RAE (Royal Aircraft Establishment) per realitzar proves d'alta velocitat, amb el conjunt de cua (timons de direcció i de profunditat) del Miles M.52, avió supersònic de recerca. El pilot de proves Eric Brown de la RAE va realitzar aquestes proves amb èxit durant l'Octubre i Novembre de 1944, aconseguint Mach 0.86 en un vol.
El 5 de febrer de 1952, un Spitfire Mk IXX del esquadró No. 81 de la RAF amb base a Kai Tek (Hong Kong) registra probablement l'altitud màxima assolida per un Spitfire. L'oficial pilot (Flight Lieutenant rang de capità) Ted Powles, va ser en un vol rutinari per vigilar la temperatura de l'aire a diverses alçades, per un informe de les condicions meteorològiques, en la preparació d'un nou servei aeri proposat en l'àrea. Va pujar als 50.000 peus (15.240 metres) de l'indicador d'alçària, però la verdadera altura era de 51.550 peus (15.712 metres). La pressió de la cabina va caure per sota d'un nivell segur i, per intentar reduir l'altitud, va entrar en un descens incontrolable que va sacsejar violentament l'avió. Finalment va recuperar el control per sota dels 3.000 peus (900 metres) i aterrà estalvi sense poder apreciar danys en l'avió. L'avaluació de les dades de vol registrades va suggerir que, en el vol, es va assolir una velocitat de 1.110 km/h (Mach 0.96), que hauria estat la velocitat més alta mai aconseguida per un avió d'hèlix; però s'ha especulat aquesta xifra com a resultat d'error inherent als instruments.
El nombre de Mach crític (valor específic per cada model d'avió) del Spitfire, amb l'original perfil el·líptic de les ales, era elevat per conseqüència d'utilitzar un perfil de flux laminar, aquesta forma semicònica també es va utilitzar en la successió d'avions com els Supermarine Spiteful, Seafang and Attacker, il·lustrant com Reginald Mitchell, un pràctic enginyer, va enfocar els problemes de l'alta velocitat.
| «               | Que totes les aeronaus de la línia de producció fossin operatives, amb els canons que brollen de les seves ales i amb tots els seus defectes, que tot pogués ser fàcilment controlat a aquesta velocitat quan l'avió a reacció encara estava en el seu estat primerenc, com ara els Meteor, Vampires, P-80, etc., no deixa de ser certament extraordinari. | » |
| — Jeffrey Quill | |   |

## Característiques tècniques (Spitfire Mk Vb)
Dades extretes de The Great Book of Fighters  i de Jane’s Fighting Aircraft of World War II
| Mides exteriors | Mides exteriors                                           |
| --- | --------------------------------------------------------- |
| longitud total | = 9.12 m                                                  |
| Amplada total | = 11.23 m                                                 |
| Alçaria | = 3.86 m                                                  |
| Superfície alar | = 22.48 m²                                                |
| Perfil alar (arrel) | = NACA 2213                                               |
| Perfil alar (punta) | = NACA 2209.4                                             |
| Pes buit | = 2,309 kg                                                |
| Càrrega admesa | = 3,000 kg                                                |
| Pes màxim a l'envol | = 3,071 kg                                                |
| Prestacions |                                                           |
| Motor | = Rolls-Royce Merlin 45                                   |
| Característiques | = sobrealimentat, refrigeració líquida, 12 cilindres en V |
| Potència | = 1.470 CV a 3.000 RPM al nivell de 2.820 metres          |
| Velocitat màxima | = 330 kn (knots), 605 km/h                                |
| Autonomia de combat | = 760 km                                                  |
| Autonomia màxima | = 1.840 km                                                |
| Sostre | = 11.300 metres                                           |
| Velocitat d'ascens | = 13.5 m/s                                                |
| Carga alar | = 133.5 kg/m²                                             |
| Relació potència/pes | = 0.36 kW/kg                                              |
| Armament |                                                           |
| - 2 canons automàtics de calibre 20 mm Hispano Mk II amb 60 trets cadascun (carregador de tambor) - 4 metralladores Browning M1919 de calibre 7,7 mm (.303 British) amb 350 trets cadascuna - 2 bombes de 113 kg |                                                           |

## Teatre d'operacions

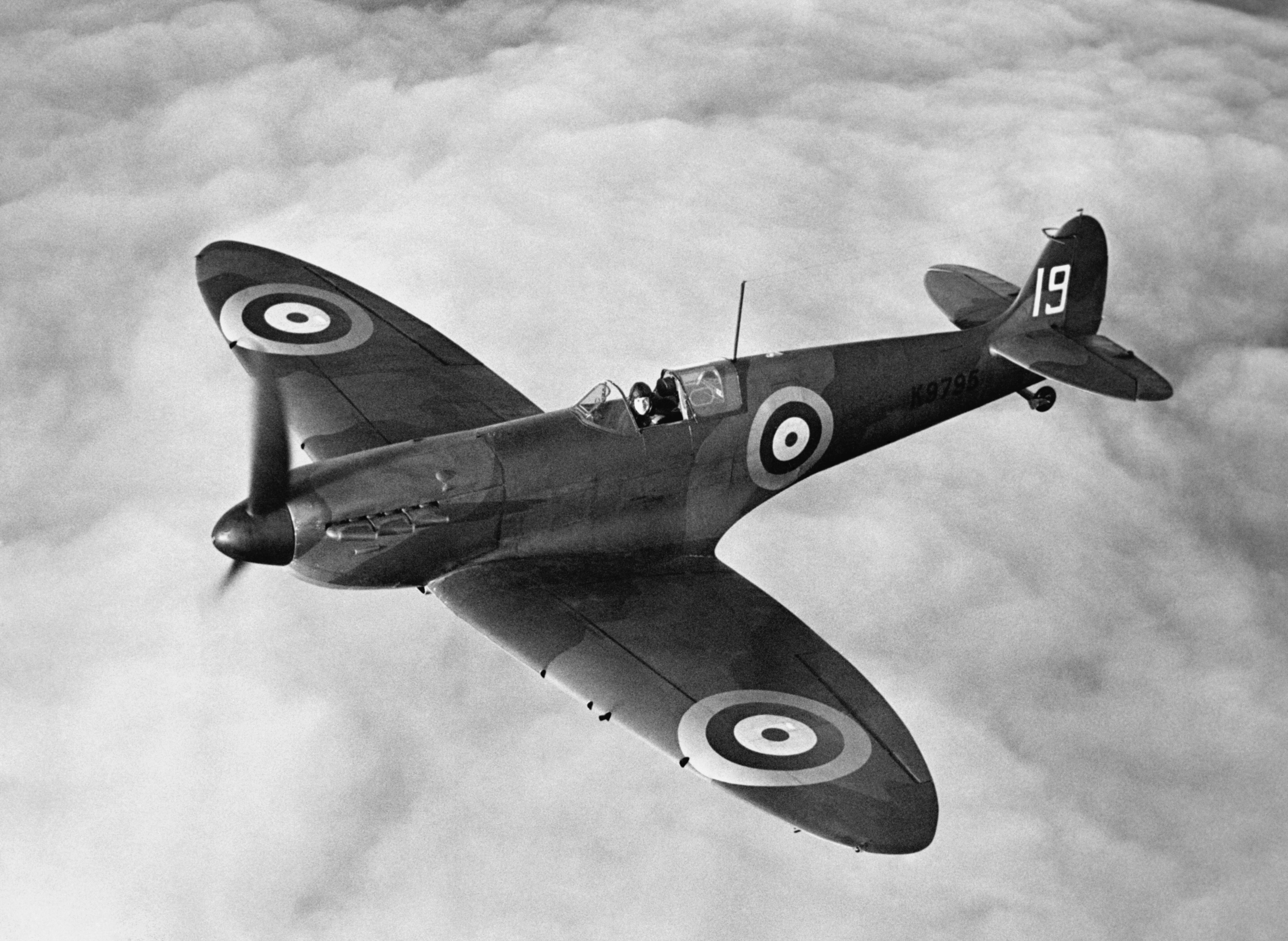
El K9795,el novè de la producció del Tipus Mk I, del No. 19 esquadró de la RAF en l'any 1938.

La història operacional del Spitfire amb la RAF comença amb la primera variant Spitfire Mk Is, número de matrícula K9789, que va entrar en servei en l'esquadró de la RAF No. XIX situat en l'aeròdrom de Duxford el 4 d'agost de 1938.  El Spitfire va adquirir un llegendari estatus, durant la batalla d'Anglaterra, una reputació ajudada pel famós "Spitfire Fund" (Fundació Spitfire) organitzada i posada en marxa per William Maxwell alies Max Aitken, 1é Baró de Beaverbrook (Lord Beaverbrook) del Ministeri de la producció d'Avions (Ministeri creat en la Segona Guerra Mundial). I encara que l'objectiu principal de comandament de combat era atacar els bombarders de la Luftwaffe, la pràctica va ser que es van usar els Spitfire en contra dels avions d'escorta alemanys, particularment els Messerschmitt Bf 109, mentre que els esquadrons de Hawker Hurricane atacaven els bombarders.
Alguns pilots de Spitfire són encara recordats, com Johnson J E "Johnnie" Johnson (34 avions enemics abatuts), que va volar el Spitfire a través de la seva carrera operativa des de la fi de 1940 a 1945. Douglas Bader (20 abatiments) i Robert Stanford Tuck (R S "Bob" Tuck) (27 abatiments) volaven Spitfires i Hurricanes durant la major part de les batalles aèries de 1940, i tots ells foren abatuts i després fets POWs quan volaven Spitfires sobre França durant el 1941 i 1942. Alguns pilots notables de la Commonwealth eren George Beurling (31, 1⁄3 abatiments) del Canadà, Adolph Malan (A G "Sailor" Malan) (27 abatiments) de Sud-àfrica, Neozelandesos Alan Deere (17 abatiments) i C F Gray (27 abatiments) i l'australià Hugo Armstrong (12 abatiments).
El Spitfire va seguir exercint cada vegada més papers diversos al llarg de la Segona Guerra Mundial i després, sovint en altres departaments aeris de la RAF. Per exemple, va ser el primer avió de reconeixement aeri, de gran alçària, que va operar per la RAF. Moltes vegades desarmat, volava a gran, mitja i baixa alçaries, sovint molt més en territori enemic per observar de prop les Forces de l'Eix i proporcionar un flux quasi continu d'informació d'intel·ligència valuosa a través de la guerra. L'any 1941 i 1942, els Spitfires del PRU (Photographic Reconnaissance Unit, Unitat de Reconeixement Fotogràfic) van aportar les primeres fotografies del radar alemany Freya i del també radar Würzburg; el 1943, van ajudar a confirmar allò que els alemanys estaven construint a Peenemünde, les tristament famoses V-1 i V-2, les Vergeltungswaffe ("armes de la venjança", en alemany) amb les fotografies que es van fer del territori, a les costes del mar Bàltic d'Alemanya.
Ja al Mediterrani, el Spitfire va alleujar els durs atacs sobre Malta de la Regia Aeronautica i de la Luftwaffe, i des de principis del 1943, va ajudar a preparar la via per les invasions aliades de Sicília i Itàlia. El 7 de març de 1942, 15 Mk V amb 90 galons (341 litres) de combustible en els seus tancs interns, es van enlairar del portaavions HMS Eagle cap a la costa d'Algèria a uns 966 km, de vol a Malta. Aquests Spitfire Mk V eren els primers a sortir de servei, del territori anglès. Els Spitfire de la RAAF (Royal Australian Air Force, Força Aèria Australiana) situats en el Territori del Nord (Territori federal d'Austràlia), van ajudar a defendre el port de Darwin dels atacs aeris de la Força Aèria Naval Japonesa. Els Spitfire també van servir en el Front de l'Est. Aproximadament un miler van ser subministrats a la Força Aèria Soviètica. Encara que alguns es van usar en la primera línia en 1943, la majoria d'ells va entrar en servei amb la Protivo-Vozdushnaya Oborona (Branca de Defensa Antiaèria).
Durant la Segona Guerra Mundial, els Spitfire van ser usats per la USAF en el 4th Fighter Squadron (Quart Esquadró de Vol, pertanyent a l'Ala núm. 388) a on van ser reemplaçats pels Republic P-47 ”Thunderbolt” en el Març de 1943.
El Spitfire apareix a l'apèndix de la novel·la KG 200 com "se sap que s'han passat volant regularment" l'agència d'operacions secretes alemanyes Kampfgeschwader 200 (Ala de Combat 200, o KG 200), que provaven i avaluaven, molt sovint de manera clandestina, avions enemics capturats, durant la Segona Guerra Mundial.

## Variants

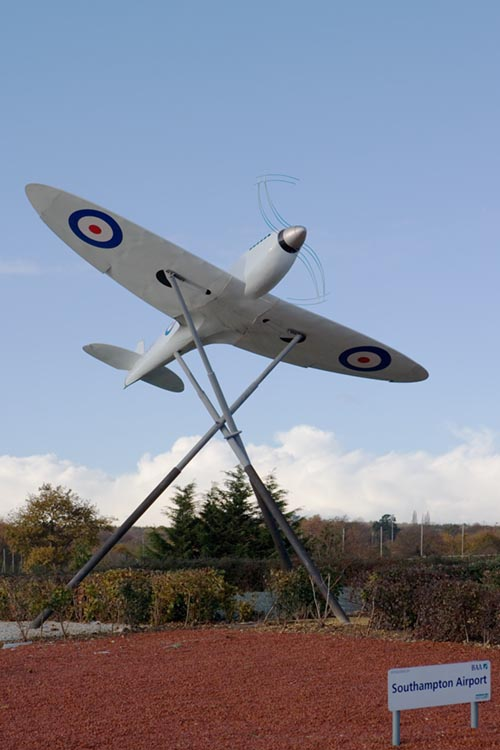
Fotografia del Spitfire Mk V, reproducció a escala natural exposada en Southampton

Com el seu dissenyador, R. J. Mitchell sempre serà conegut per la seva més famosa creació. Tanmateix, el desenvolupament del Spitfire no va parar, a causa de la seva mort prematura en 1937. Mitchell només va viure prou, per veure volar el prototip del Spitfire. De manera que posteriorment, un equip dirigit pel seu cap de delineants projectistes, Joe Smith, va desenvolupar moltes variants més potents i capaces, per mantenir a el Spitfire com un avió de primera línia. Com va dir un historiador "Si Mitchell va nàixer per dissenyar el Spitfire, Joe Smith va nàixer per defensar-lo i desenvolupar-lo."
Hi va haver 24 tipus (Mk) de Spitfire i moltes variants. Aquestes cobreixen el desenvolupament del Spitfire, des del motor Rolls-Royce Merlin (amb diferents versions, incrementant la potència) fins al motor Rolls-Royce Griffon, passant per les variants de reconeixement fotogràfic d'alta cota i alta velocitat, fins a arribar a les variants de diferents configuracions d'ales. Les més fabricades foren el Spitfire Mk V amb 6.487 unitats, seguida del Tipus Mk IX amb 5.656 aparells. Diferents ales, amb una varietat d'armament, que es van ajustar a la majoria de Tipus (Mk): les ales de tipus A portaven 8 metralladores de 7,7 m/m, les de tipus B duien 4 metralladores de 7,7 m/m i dos canons de 20 m/m Hispano Suiza HS.404, i les del C o Ales Universals podrien muntar ja sigui quatre canons de 20 m/m o dos canons de 20 m/m i quatre metralladores de 7,7 m/m. A mesura que la guerra anava progressant, l'ala del tipus C s'anava tornant més comuna. Una altra variació d'armament va ser l'ala de tipus E, que muntava dos canons de 20 m/m i dues metralladores Browning M2 de 12,7 m/m.
Supermarine va desenvolupar la versió de dos seients coneguda com el T Mk VIII per ser usat com a entrenador, però no es van fer comandes, només es va construir un sol exemplar (identificat amb matrícula N32/G-AIDN de Supermarine). Amb l'absència d'uns dos seients “oficials”, un nombre d'avions van ser cruament convertits en el camp. Entre aquests es pot contar un Mk VB del No. 4, esquadró de la SAAF (Força Aèria de Sud Àfrica) al nord d'Àfrica, en el que el segon seient es va instal·lar sobre el tanc de combustible, davant de la carlinga (cockpit); encara que no tenia doble comandament de l'avió, es creu que s'han utilitzat com l'esquadró run-about. (a punt de volar sols) L'única conversió no oficial en dos seients, que muntava doble comandament, es van instal·lar en un petit nombre d'avions Mk IX, deixats o arrendats a Rússia. A ells es refereixen com els Mk IX UTI, i es diferencien amb els proposats per Supermarine per l'ús d'una cabina allargada en comptes de la doble bombolla del Tipus T Mk VIII.
A l'era posterior a la guerra, la idea fou retrobada per Supermarine i una sèrie d'antics Spitfire Mk IX van ser reconvertits en dos seients, en afegir una altra cabina aixecada prevista d'una cúpula de llàgrima (cabina que permet una visió de 360°). 10 d'aquestes variants TR9, van ser venudes a la Força Aèria de l'Índia juntament amb altres sis a la Irish Air Corps (Força Aèria d'Irlanda), altres tres a la Royal Dutch Air Force (Força Aèria Holandesa) i un a la Royal Egyptian Air Force. Actualment, se sap que existeixen un grapat dels entrenadors, inclòs el T Mk VIII, un T Mk IX en territori dels Estats Units, i el "Grace Spitfire" ML407, un veterà operacional del 1944 per l'esquadró No. 485 de les Forces Aèries de Nova Zelanda.

### Seafire

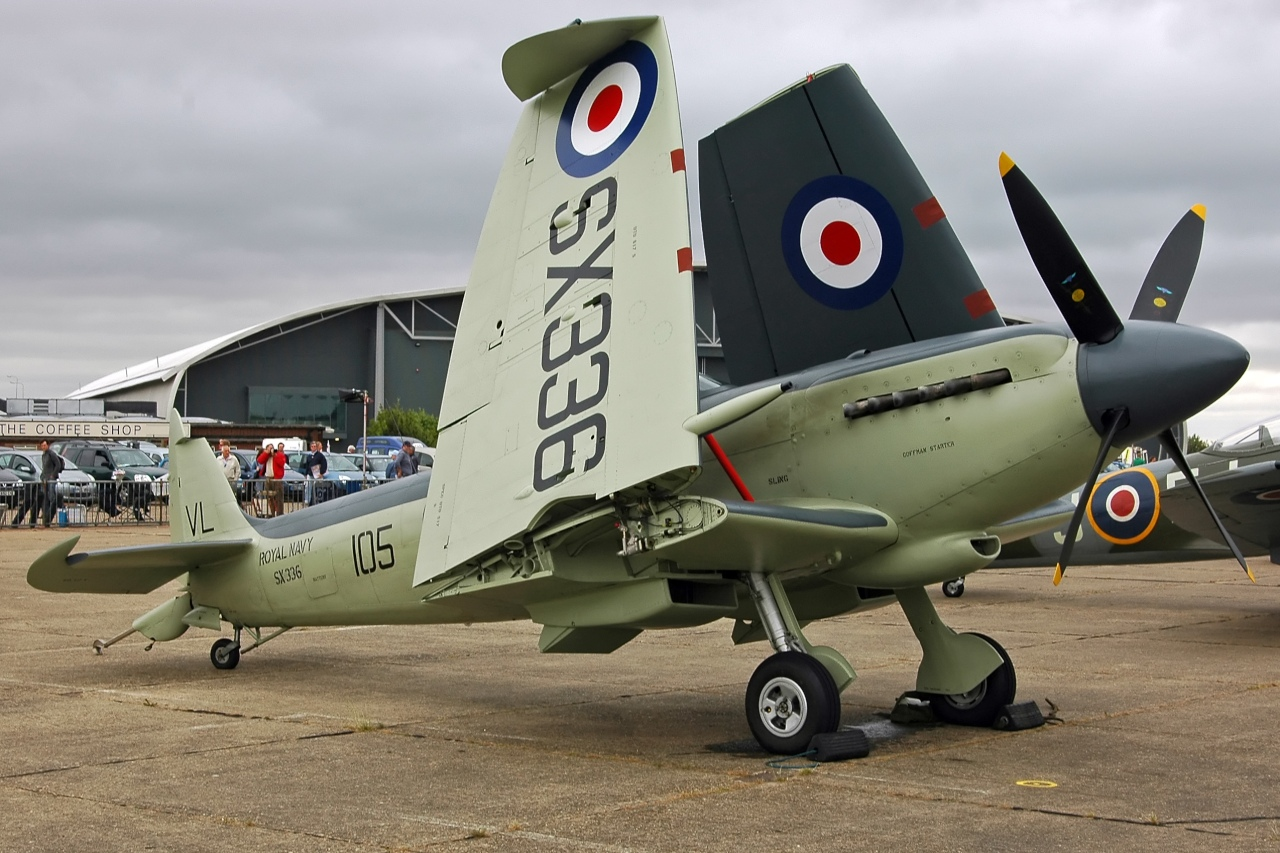
Vista del SX336 un Seafire (Spitfire marí) amb les ales plegades per encabir-se en un Portaavions, noteu el ganxo de frenat a la cua

El nom de Seafire és un derivat de canviar el Spit (Escopir) per Sea (mar en anglès) i fire (foc, en total es podria traduir com Mar de foc); i era la versió naval del Spitfire especialment adaptat per operar en un portaavions. Certament el Spitfire no va ser dissenyat per l'activitat frenètica de les operacions de la coberta d'un portaavions, era considerat el millor avió disponible en aquell moment, i va passar a fer el servei amb distinció. El disseny bàsic imposava algunes limitacions per l'ús de l'aeronau com un avió amb base en portaavions: pobra visibilitat sobre el morro, per exemple, significava que els pilots van haver de ser entrenats sobre la terra amb el cap fora de la cabina i mirant al costat del capó del seu Seafire, en l'aterratge: cosa que també succeïa amb el Spitfire, el Seafire tenia un tren d'aterratge relativament estret, el que significava que no era ideal per a les operacions de la coberta. Algunes variacions del Seafire tenien, relativament, poques modificacions respecte al Spitfire estàndard; No obstant això, l'experiència acumulada de primera línia significa que la majoria de les versions posteriors de la Seafire havien reforçat el fuselatge, ales plegables, ganxo de frenat i altres modificacions, culminant en la fabricació del Seafire F/FR Mk 47.
El Seafire II va ser capaç de superar al Mitsubishi A6M Zero a baixa alçada quan els dos tipus es van posar a prova, un contra l'altre, durant els exercicis de simulacres de combat
. Avions embarcats contemporanis dels aliats eren el Grumman F6F Hellcat i el Vougth F4U Corsair, que altrament eren considerablement més robusts i pràctics per operar des de portaavions. Les prestacions es van veure molt incrementades en versions posteriors del Seafire, quan es van muntar els motors Griffon. Aquests van arribar massa tard per entrar en ple servei en la Segona Guerra Mundial.

### Variants amb motor Griffon

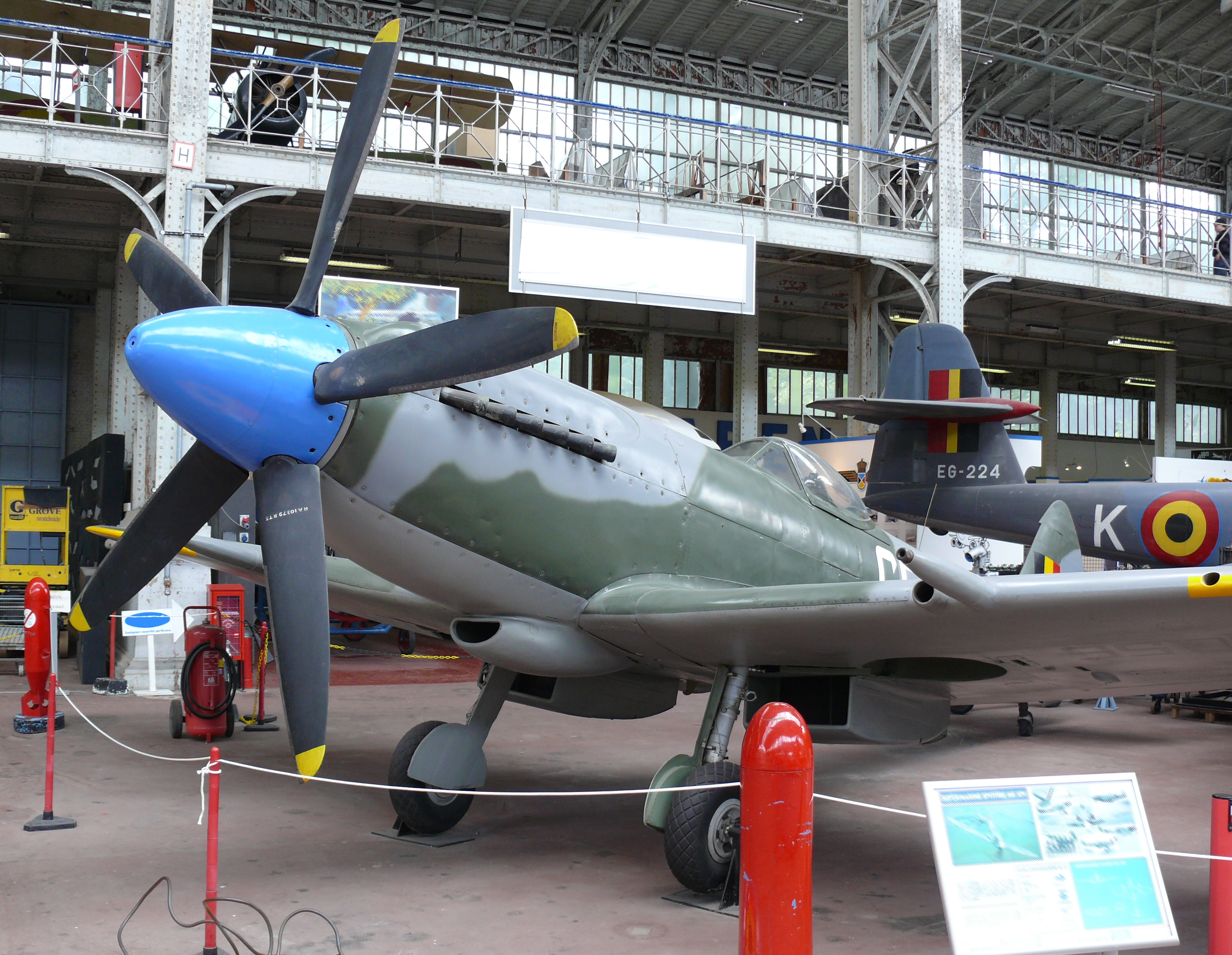
El Spitfire Mk XIV amb motor Griffon, noteu el gran cono d'hèlix i les cinc pales per aprofitar la potència del motor

El primer Spitfire Mk XII amb motor Rolls-Royce Griffon va volar l'agost de 1942, i el primer que va ser operatiu va anar destinat a l'esquadró No. 41 de la RAF, durant l'abril de 1943. Aquest tipus podia arribar a 644 km/h, en vol horitzontal i pujar fins als 10.000 metres en menys de 9 minuts. A mesura que el Spitfire continuava millorant les seves característiques en velocitat i armament, l'abast i la capacitat de combustible van ser els temes principals: es va mantenir el curt abast al llarg de la seva vida, excepte els dedicats a reconeixement fotogràfic, donat que el lloc ocupat per l'armament, era reemplaçat per dipòsits de combustible addicionals.
Amb la nova introducció del motor Griffon en els Spitfire que feien d'interceptors de defensa, del territori, el curt abast no era cap impediment. Aquests ràpids Spitfires eren utilitzats per la defensa de les incursions a alta velocitat dels bombarders alemanys i de les bombes volants V-1, sobre el territori anglès.
Com que els caces de la USAAF americans es van fer càrrec de l'escorta, de llarg abast, dels raids de bombardeig diürn, els Spitfire amb motor Griffon, progressivament, van prendre el paper d'interceptors de superioritat aèria, mentre que els tipus equipats amb motor Merlin (principalment el Mk IX, i els equipats amb motor Packard, els Mk XVI) eren adaptats al paper de bombarders.

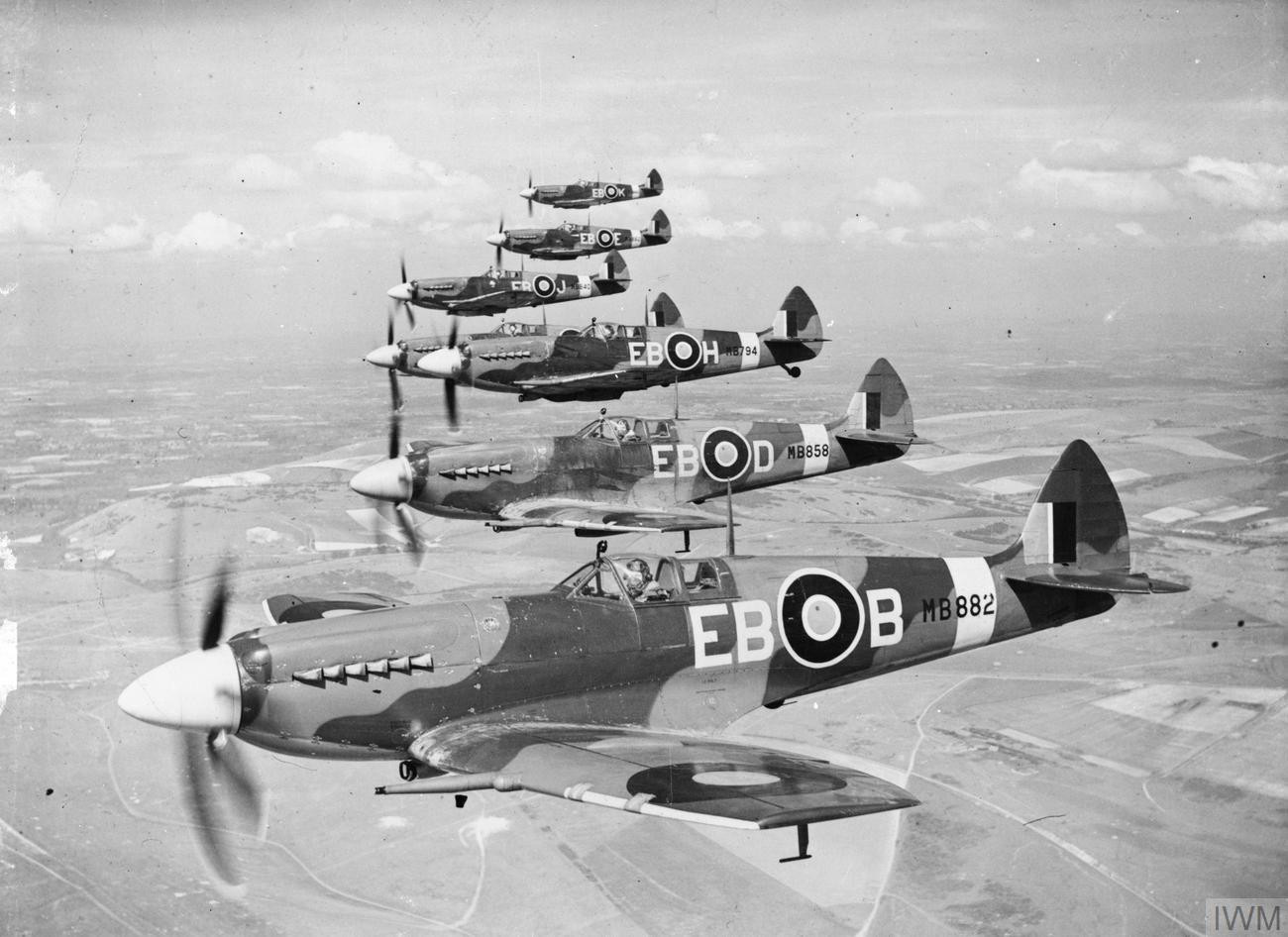
Supermarine Spitfire LF Mk XII de l'esquadró No. 41 de la RAF l'abril de 1944.

Tot i la posterior motorització, amb el Griffon, no havia perdut les característiques tan favorables del maneig, tal com els predecessors motoritzats amb el Merlin, podien encara enfrontar-se als seus principals enemics alemanys, i d'altres avions nord-americans i britànics dissenyats després.
La versió final del Spitfire, el Mk 24 (XXIV), va fer el seu primer vol a South Marston (comtat de Wiltshire) el 13 d'abril de 1946. El 20 de febrer de 1948, gairebé 20 anys després que el primer prototip realitzes el primer vol, el darrer Spitfire produït, el VN496, va deixar la línia de producció. El Spitfire Mk 24 només va ser utilitzat per una unitat regular de la RAF, l'esquadró No. 80 de la RAF, a on va ser reemplaçat pel Hawker Tempest l'any 1947. L'esquadró núm. 80 va continuar els seus deures de patrulla i de reconeixement a Wunstorf (istricte de Hannover) a Alemanya com a part de les forces d'ocupació, fins que es va traslladar a l'Aeroport internacional de Hong Kong (antigament Kai Tak Airport), el juliol del 1949. Durant la Guerra civil xinesa, l'esquadró núm. 80 va tenir com a principal deure la defensa de Hong Kong de les amenaces comunistes. Van mantenir els seus Spitfire fins a l'1 d'abril de 1954, quan va volar l'última sortida operacional amb la RAF amb el Spitfire. En l'Operació Firedog durant l'Emergència Malaia (conflicte colonial de 1948-1960) en la que els Spitfire van realitzar unes 1.800 sortides operacionals en contra de les forces comunistes malaies.
L'última sortida operacional de la RAF amb el Spitfire, va ser amb el del tipus PR Mk 19, matrícula PS888, volant des de l'aeroport de Seletar a Singapur. El fotògraf George Yallop va fer una fotografia del PS888 en la que es veu pintat en el capó del morro les paraules "The Last" (L'Últim) després del vol final. L'últim vol no operacional de la RAF amb Spitfire, va tindre lloc el 9 de juny de 1957, i va ser realitzat pel PR Mk 19, matrícula PS583, des de l'aeroport de la RAF Woodvale (prop de Southport, districte metropolità de Sefton) per controlar la temperatura i la humitat. Aquest va ser el darrer vol conegut d'avió amb motor de pistons de la RAF. Síria va ser l'últim estat de l'Orient Mitjà en mantenir l'Spitfire en servei actiu, mantenint els seus F Mk. 22 fins a l'any 1953.
A la fi de 1962, el Mariscal de l'Aire Sir John Nicholls (oficial de la RAF) va promoure un judici quan va ressuscitar un Spitfire PR Mk 19 per lluitar contra un English Electric Lightning F 3, un avió interceptor a reacció supersònic, en simulacres de combat a l'aeroport de la RAF de Binbrook (comtat de Lincolnshire). Quan les forces de la Commonwealth es van veure involucrades en possibles conflictes de l'acció d'Indonèsia sobre Malàisia i Nicholls va decidir desenvolupar tàctiques de vol per la Força Aèria d'Indonèsia, equipada amb avions North American P-51 Mustang, un avió de característiques similars al PR Mk 19. Va arribar a la conclusió que la forma més eficaç i més segura per què un modern avió de reacció pogués atacar a un avió amb motor de pistons, era atacar des de baix i darrere, contràriament a l'establert en els combats entre avions d'aquell temps.

## Supervivents

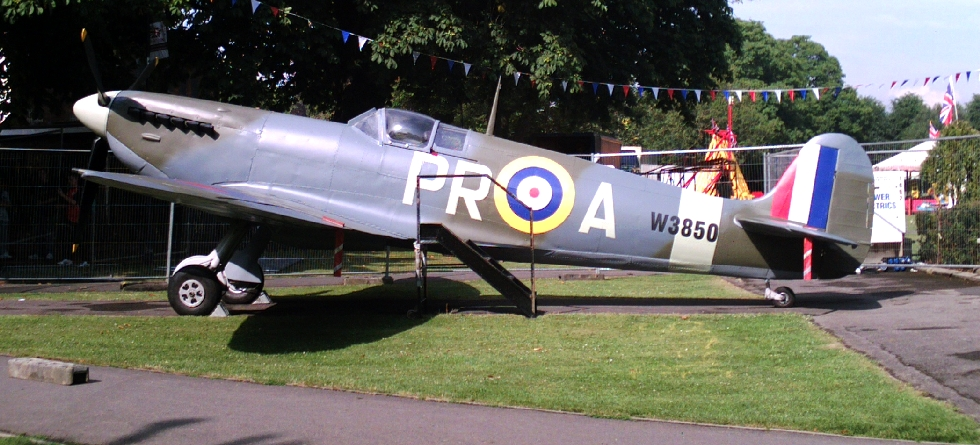
Un Spitfire Mk VB rèplica, en exposició el 2009

Actualment, hi ha uns 44 Spitfire i alguns Seafire en condicions de vol en el món, encara que molts estan exposats de manera estàtica als museus de l'aire, per exemple, en el Museum of Science and Industry (Museu de la Ciència i de l'Industrià) de Chicago hi ha un Spitfire aparellat amb un Junkers Ju 87 R-2/Trop, el famós bombarder en picat“Stuka”. 
També hi ha meravelloses restauracions originals del Spitfire en el món, mantingudes en condicions de vol com l'existent en el museu Fantasy of Flight de Polk City a Florida. Durant un període de 6 anys en els noranta, aquest avió va ser restaurat a poc a poc en el Personal Plane Services en Anglaterra fent servir almenys el 90% del recobriment original. El propietari Kermit Weeks va insistir que aquest avió havia de ser restaurat de manera el màxim possible en la seva condició original (tal com era en Anglaterra en aquell temps). Metralladores, canons, punt de mira i la ràdio original van tornar a ser instal·lats.

### Monuments
- Museu de la Força Aèria Israeli a Hatzerim (kibutz prop de Beerxeba) té exposat un Spitfire que havia estat de Ezer Weizmann durant la Guerra araboisraeliana de 1948. L'avió el fan volar en exhibicions aèries.
- Sentinel Spitfire sculpture és una escultura en l'estat de Birmingham que representa tres Spitfires en vol realitzada per Tim Tolkien situada en la rotonda de la intersecció entre la A47 i la A452 (Popularment coneguda com a Spitfire Island (L'illa dels Spitfire) prop de Castle Bromwich, commemora l'antiga fàbrica de Spitfire. Aquesta illa està situada en el lloc a on s'ajuntaven les cantonades que formaven l'antiga fàbrica de Castle Bromwich Aircraft i l'aeròdrom.[156] També hi ha els dos el Spitfire i el Hurricane en el proper Museu de la Ciència de Birmingham (Thinktank of Birmingham).[157]
- Una escultura del prototip del Spitfire, el K5054, que es troba a la rotonda d'entrada a l'Aeroport Internacional de Southampton, proper a l'aeròdrom d'Eastleigh, a on va realitzar el primer vol en el Març de 1936.
- Jeffrey Quill, l'instructor dels pilots de proves de Supermarine, va perseguir el projecte de construir una rèplica exacta del K5054, el prototip del Spitfire, per poder ser posat en exposició pública permanent en memòria de RJ Mitchell. Un equip de dissenyadors originals de Supermarine va treballar amb Aerofab Restorations de Andover 10 anys per crear la reproducció. Es va donar a conèixer al públic en Abril de 1993, per Quill en el Museu de la RAF a Hendon, i actualment està en préstec en el Museu d'Aviació Militar de Tangmere.[158][159]
- Una rèplica en fibra de vidre està exposada, amb els colors del cap d'esquadró polonès que servia durant la Segona Guerra Mundial, en l'aeròdrom de Northolt, que va ser el darrer aeròdrom a on va servir, durant la batalla d'Anglaterra.
- Un Spitfire està exposat en la rotonda de Thornaby Road (Thornaby-on-tees, Yorkshire), rotonda a prop d'una escola, anomenada després Douglas Bader As dels Spitfire en la Segona Guerra Mundial. Aquest monument és en memòria del vell aeròdrom de la RAF de Thornaby, que ara és una zona residencial.
- Una rèplica en fibra de vidre d'un Spitfire damunt d'un pedestal en el Memorial Park de Hamilton, en tribut als pilots neozelandesos que van volar en Spitfire durant la Segona Guerra Mundial.
- En l'antiga oficina de la RAF de Bentley Priory de Londres hi ha exposades dues rèpliques en fibra de vidre, d'un Spitfire Mk 1 i un Hurricane Mk 1, que estan col·locats en posició d'atac. Aquest monument és en record de tots els que van treballar a Bentley Priory durant la guerra.
- Monument a prop de la torre de control de l'aeroport d'Edimburg en record de l'esquadró Nº 603 de les Forces Auxiliars de la RAF.
- Una rèplica en fibra de vidre d'un Spitfire Mk IX està damunt d'un pilar a Jackson Park de, Windsor (Ontario, Canadà) al costat d'un Hurricane, en memòria dels pilots de la Royal Canadian Air Force. Aquesta exposició reemplaça a un bombarder Avro Lancaster que hi era abans, però que es troba en procés de restauració.
- Un dels pocs Supermarine Spitfire restants amb un registre de temps de la guerra està exposat (junt amb un Hawker Hurricane) en el Museu en memòria del Spitfire i el Hurricane en el Museu de la RAF de Manston, a prop de l'Aeroport Internacional de Kent.[160]
- Lodge Hill Garage, d'Abingdon (Comtat d'Oxfordshire), hi ha una rèplica de mida natural d'un Spitfire damunt d'unes plataformes. L'amo Peter Jewson va comprar la rèplica amb d'intenció de construir el primer monument nacional per honorar sempre les 166 dones del Transport Aeri Auxiliar (Air Transport Auxiliary, ATA), que volaven els Spitfire des del lloc on eren fabricats fins a les bases de destinació, on havien de prestar servei durant la guerra.[161]

### Rèpliques
Diversos fabricants han produït petites rèpliques del Spitfire, sigui en avió complet, o com a Kit per ser construït per un mateix. Aquestes abasten des d'una escala de 3/4 respecte al natural, fins escala natural, alguns són fets de fusta, en lloc de l'original fet tot ell de metall i construcció monocasc. Com a exemples es pot citar el Jurca Spit (Kit rèplica) francès, fabricat per Tally Ho Enterprises al Canadà, SAC a Califòrnia, USA, i ultralleugers com el Silence Twister alemany. La Supermarine Aircraft de Brisbane (Austràlia), fabrica rèpliques al 90% del Supermarine Spitfire Mk 26, amb la particularitat que està fet d'alumini, sent l'única rèplica a escala que és de fabricació metàl·lica. L'Isaacs Spitfire rèplica feta a casa al 60% d'escala.

### Cultura popular

#### Cinema i televisió
Durant i després de la batalla d'Anglaterra el Spitfire va representar el símbol de la resistència anglesa: per exemple el de, Max Aitken, 1r Baró de Beaverbrook el creador del "Spitfire Fund" el 1940, que va emprendre la missió d'atraure l'atenció del públic sobre el Spitfire. I que encara gaudeix d'una alta atenció del públic durant les exhibicions aèries o airshows, en aeròdroms i museus de tot el món, i continua ocupant un lloc important en la memòria de molta gent, en especial els pocs que encara viuen, que el van volar en combat. Nombroses, pel·lícules i documentals s'han rodat sobre els fets del Spitfire, alguns dels quals es llisten en aquest apartat.
- Pel·lícula The First of the Few (El primer dels Pocs) - coneguda també com a Spitfire en els Estats Units i en el Canadà. (1942) És una pel·lícula anglesa produïda i dirigida per Leslie Howard, amb Howard en el paper de R.J. Mitchell. Algunes de les imatges inclou pel·lícula rodada en 1941 sobre les operacions del Spitfire i els pilots de l'esquadró No. 501 de la RAF (lletres de codi SD). Howard va perdre molt de temps cercant la història del desenvolupament del Spitfire per rodar la pel·lícula; La Sra. Mitchell i el seu fill Gordon estaven en el set gran part de la producció.[167]
- Pel·lícula Malta Story (1953), protagonitzada per Alec Guinness, Jack Hawkins, Anthony Steel i Muriel Pavlow, pel·lícula de guerra en blanc i negre que explica la història de la defensa de Malta en 1942 quan els Spitfire eren a l'illa defenent-la dels atacs aeris.
- Pel·lícula Reach for the Sky (Proa al cielo) (1956) protagonitzada per Kenneth More en la que s'explica la història de Douglas Bader, utilitzant Spitfire de l'època en la producció.
- Pel·lícula  Battle of Britain (La batalla d'Anglaterra) (1969) dirigida per Guy Hamilton i protagonitzada per Laurence Olivier, Michael Caine, Christopher Plummer, Ralph Richardson, Michael Redgrave, Susannah York i molts d'altres. Situada en 1940, en aquesta pel·lícula mostra seqüències en la que es veuen involucrats un total de 12 Spitfire volant (en la seva majoria de la versió Mk IX), així com altres avions de l'era de la Segona Guerra Mundial, tant anglesos com alemanys.
- Sèrie de televisió Piece of Cake (Tall de pastís) (1987) protagonitzada per Tom Burlinson. Emesa per ITV network en 1987. Basada en la novel·la de Derek Robinson, de sis capítols que cobreixen l'era anterior a la guerra i a la "Batalla d'Anglaterra", del dia 15 de setembre de 1940. Les sèries mostren els combats aeris sobre els cels de França i Gran Bretanya durant les primeres etapes de la Segona Guerra Mundial, encara que utilitza cinc exemplars d'últim model de Spitfire en lloc dels Hurricane de la novel·la, els primers models. Hi havia seqüències de Spitfire enlairant-se i aterrant al costat de les pistes d'aterratge d'herba.
- Pel·lícula Dark Blue World (2001), pel·lícula txeca protagonitzada per Ondřej Vetchý i dirigida per Jan Svěrák, és la història de dos pilots txecs que escapen de l'ocupació nazi a Europa per volar Spitfire durant la Batalla d'Anglaterra. Svěrák va filmar algunes escenes aèries noves i va tornar a fer servir material no utilitzat en la pel·lícula de Hamilton.[168]

### Videojocs
En els simuladors de vol existeixen una o més variants de l'Spitfire, com el simulador de vol de codi obert FlightGear, així com en el sector comercial.

## Avions similars
- Bell P-39.
- Curtiss P-40 Warhawk.
- Dewoitine D.520.
- Hawker Hurricane.
- Heinkel He 112.
- Messerschmitt Bf 109.
- Mikoian-Gurévitx MiG-3.
- North American P-51 Mustang.